# Massif du Vercors
Vous lisez un « article de qualité » labellisé en 2014.
Pour les articles homonymes, voir Vercors.
Le massif du Vercors est un massif montagneux des Préalpes, à cheval sur les départements français de l'Isère et de la Drôme, culminant à 2 341 mètres d'altitude au Grand Veymont, et constituant une région naturelle. Sa nature géologique principalement calcaire se caractérise par un relief constitué de falaises, de crêtes, de vaux, de gorges, plus complexe que le qualificatif de « plateau » pourrait le laisser supposer. De ce fait, il est divisé en plusieurs régions, géographiquement et historiquement distinctes : les Quatre Montagnes, les Coulmes, le Vercors drômois, les Hauts-Plateaux et, en piémont, le Royans, la Gervanne, le Diois et le Trièves. Le surnom de « Forteresse » lui est par ailleurs associé.
Cette géographie complexe explique que le Vercors manque longtemps d'une réelle unité, les déplacements et échanges économiques se faisant entre le massif et la plaine, plutôt qu'entre les différentes parties du massif. Le nom de Vercors lui-même est d'usage récent, pour désigner l'ensemble du massif : jusqu'au milieu du XXe siècle, il ne désigne que le canton de La Chapelle-en-Vercors relié au Royans. Le nord du massif, autour de Lans-en-Vercors, Villard-de-Lans, Autrans et Méaudre, en liaison avec la région grenobloise, est jusqu'alors appelé Quatre Montagnes. Au xxe siècle, la Seconde Guerre mondiale, par la création du maquis du Vercors, le développement du tourisme et la création du parc naturel régional renforcent l'unité du massif.
Ce territoire est désormais un site de sports en pleine nature où l'environnement est protégé. Bien que l'Homme ait profondément façonné le paysage pour les besoins de l'élevage et de la sylviculture, les plans de reboisement font du Vercors un des principaux massifs forestiers de France et une réserve pour des espèces telles que la Tulipe australe et le Tétras lyre, deux des symboles du parc, auxquels s'ajoutent notamment le Bouquetin des Alpes et le Vautour fauve, qui ont été réintroduits. La faune et la flore présentent une importante diversité, en raison des différences climatiques entre les extrémités septentrionale et méridionale du massif ainsi que de l'altitude. Le parc a également pour mission de promouvoir le tourisme et de soutenir les productions locales.

## Toponymie
Différentes attestations sont recensées par le Dictionnaire topographique du département de la Drôme : Vercorsium (Gall. christ., XVI, 206) en 1231, Vercolp (Inventaire des dauphins, 54) en 1277, De Vercoriis (cartulaire de Die, 129) en 1293, Vercosium (de Coston : Étym.) au XIIIe siècle, In montibus Vernaysonsis (cartulaire de Die, 101) en 1313, Mons de Vercors (Gall. christ., XVI, 130) en 1332, Vercorcium (pouillé de Die) au XIVe siècle, Vercortium (A. du Rivail : De Allobrog., 117) en 1540, Vercorps (rôle de décimes) en 1576, Vercorts (archives de la Drôme, fonds de Saint-Jean-en-Royans) en 1634, Vercors, pays correspondant au canton de la Chapelle-en-Vercors, moins la commune de Vassieux, en 1891.
Le Vercors doit son nom à un peuple celte de la tribu des Voconces, à laquelle Pline attribue la fondation de la ville de Novare en Piémont : Novaria, ex Vertacomicoris, Vocontiorum hodieque pago non ut Cato existimat, Ligurum (III, 17) et qui occupait ce massif montagneux avant l'Empire romain : les Vertamocorii (ou Vertamocori, Vertacomicorii, Vertacomocorii). Ce nom signifierait les « excellentes troupes » (ou « troupes du sommet »),.
L'appellation Vercors n'apparaît qu'au milieu du XXe siècle pour désigner le massif dans son ensemble. Auparavant, il n'est utilisé que pour nommer la haute vallée de la Vernaison dans le canton de La Chapelle-en-Vercors, correspondant approximativement à l'actuel territoire du Vercors drômois. Au début du XXe siècle, Henri Ferrand explore le massif. Il prend de nombreuses photographies, publie des ouvrages, décrit la géologie de ces montagnes. Il s'attarde surtout à relater la géographie humaine par des récits. Il est le premier à nommer le massif dans son acception contemporaine. Toutefois, ce sont les géographes Raoul Blanchard et son élève Jules Blache qui, à la fin des années 1920 et au début des années 1930, popularisent ce terme. Il s'impose dans la seconde moitié du siècle,.
Les habitants du Vercors sont aujourd'hui appelés Vertacomicoriens ou, selon certaines sources, Vertacomiriens,. On trouve aussi parfois la forme Vercusiens.

## Géographie

### Situation
Le Vercors est un massif des Préalpes situé dans le Sud-Est de la France, à cheval entre les départements de l'Isère et de la Drôme (région Auvergne-Rhône-Alpes), à une centaine de kilomètres au sud-est de Lyon. Sa superficie est d'environ 135 000 hectares, avec soixante kilomètres de longueur du nord au sud et quarante de largeur d'ouest en est, ce qui en fait le plus grand massif des Préalpes du Nord.
Il est entouré par le massif de la Chartreuse au nord-est, le massif du Taillefer face à la Matheysine à l'est et le massif du Diois au sud. C'est avec ce dernier qu'est établi le seul prolongement géographique, à l'extrémité sud-est du Vercors, au niveau du col de Menée à 1 457 mètres d'altitude. Il est arrosé du nord-est au nord-ouest par l'Isère, à l'est par le Drac (Trièves) et au sud par la Drôme (Diois). À l'ouest, il domine la vallée du Rhône,.

### Topographie

#### Géomorphologie

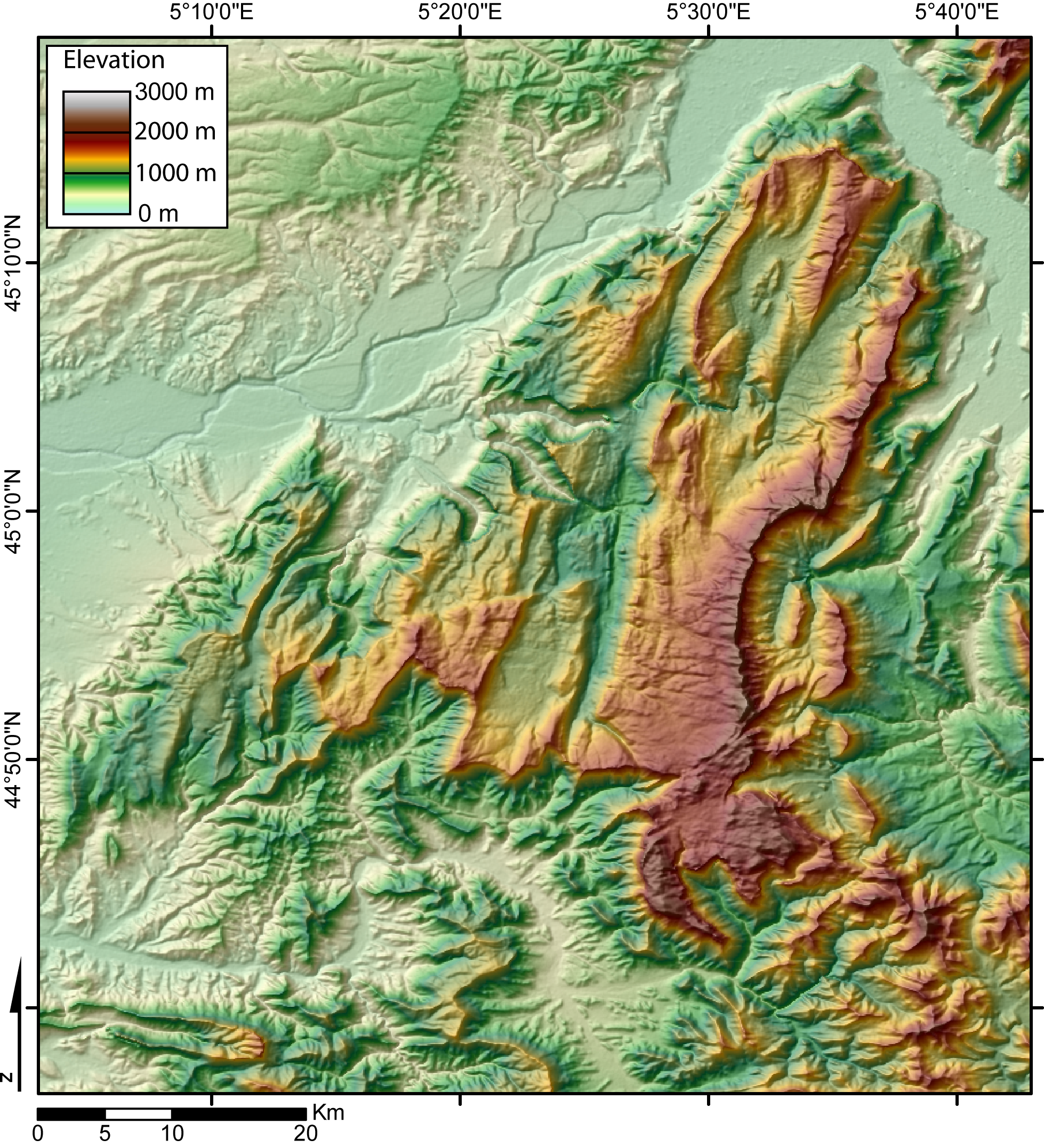
Modèle numérique de terrain du massif du Vercors.

La géographie du Vercors est souvent résumée par le terme « plateau », probablement apparu dans les Quatre Montagnes. Vue de loin, elle semble simple : la différence d'altitude entre le massif et les vallées est de plusieurs centaines de mètres, pour atteindre les zones habitées qui se trouvent entre 800 et 1 200 mètres d'altitude. Le relief est commandé par deux barres, celle des calcaires urgoniens et celle des calcaires tithoniens, les formations les plus tendres marno-calcaires donnant des pentes plus douces. La crête du flanc oriental, longue de cinquante kilomètres, présente plusieurs sommets qui dépassent les 2 000 mètres d'altitude, l'intérieur du massif oscillant entre 800 et 1 500 mètres.
En y regardant de plus près, les contrastes sont importants : de larges vallées (val de Lans-en-Vercors, régions d'Autrans, de La Chapelle-en-Vercors, etc.) et plateaux (forêt des Coulmes, forêt de Lente et les immenses Hauts-Plateaux du Vercors) sont séparés par de profondes gorges (gorges de la Bourne, du Furon, etc.) et par des falaises imposantes pouvant dépasser 400 mètres de hauteur (falaises de Presles, de la combe Laval, du cirque d'Archiane, etc.) Le mont Aiguille est isolé du reste du massif par une érosion qui l'a entaillé sur tous ses flancs.
Du fait de ce relief, plusieurs parties du Vercors sont particulièrement isolées du reste du massif. Gresse-en-Vercors ne communique pas avec l'intérieur du massif : il faut parcourir une centaine de kilomètres pour rejoindre le sud du Vercors en passant par le col de Rousset et environ soixante-dix aussi pour atteindre le nord du Vercors en passant par Saint-Nizier-du-Moucherotte. Les villages de l'extrémité septentrionale du Vercors sont coupés de l'intérieur du massif depuis qu'un éboulement a eu lieu près du tunnel du Mortier ; la route n'a jamais été refaite, et il n'est pas prévu qu'elle le soit. De ce fait, les habitants doivent redescendre dans la plaine et remonter par une autre route s'ils souhaitent accéder à l'intérieur du Vercors. Le plateau du Peuil, petit plateau de l'est du Vercors, n'a pas non plus de moyens de communications avec l'intérieur du massif. Ce plateau est un témoin du glacier du Grésivaudan qui, à l'époque glaciaire, remontait jusqu'à cette altitude. On y trouve une tourbière. C'est aussi l'un des belvédères du Vercors qui permettent, par temps clair, de voir Grenoble, entre Chartreuse et Belledonne.
Le relief particulier du Vercors lui vaut deux surnoms. Celui de « Forteresse » témoigne de l'accès difficile de la plaine au Vercors : il faut le plus souvent passer par des gorges de falaises calcaires ou des pas accessibles seulement aux randonneurs pédestres ; celui de « Dolomites françaises » renvoie au massif calcaire italien connu pour ses formes de rochers particulières.

#### Subdivisions

Carte topographique avec les régions du Vercors.

En raison de son relief particulier, le centre du Vercors est découpé en plusieurs régions distinctes.
Les Coulmes, au nord-ouest, ont toujours été la partie la plus boisée du massif. La forêt a été exploitée au XIXe siècle pour faire du charbon de bois, particulièrement par des personnes d'origine italienne. Dans cette région, le Vercors ressemble plus à une montagne qu'à une succession de plateaux, les plis du calcaire urgonien étant plus arrondis. Plusieurs routes particulièrement sinueuses et aériennes permettent de se rendre dans les Coulmes, en particulier la route des gorges du Nan, et celle des Écouges.
Les Quatre Montagnes sont aujourd'hui la zone la plus développée du Vercors pour le tourisme, en particulier le ski de fond et le ski alpin. Cette région est très fréquentée des Grenoblois pour leurs sorties du week-end. Néanmoins, il existe toujours des activités traditionnelles dans les Quatre Montagnes, en particulier l'élevage bovin laitier et la production de fromage. Les quatre villages principaux (Autrans, Méaudre, Lans-en-Vercors et Villard-de-Lans) sont répartis sur deux plateaux séparés par des monts boisés. Ces quatre villages sont des stations de ski mais possèdent toujours des fermes en activité.
Le Vercors drômois, à l'ouest, est constitué de plateaux plus petits, mais plus nombreux. Certains de ces plateaux sont spectaculaires (Ambel, Font d'Urle) et offrent de belles vues des uns sur les autres ou sur les plaines environnantes. Au nord du Vercors drômois se trouvent plusieurs gorges traversées par des routes spectaculaires taillées à même la falaise. Les plateaux herbeux du Vercors drômois sont utilisés comme alpages en été. La transhumance est l'occasion d'une fête dans le Diois.
Les Hauts-Plateaux du Vercors constituent la zone la plus haute, la plus sauvage et la plus protégée du massif. Cette zone ne comporte aucun résident permanent, aucune route bitumée, et aucun véhicule à moteur n'y est autorisé. Les seules activités économiques sont l'exploitation des forêts selon le modèle de la futaie jardinée et l'utilisation des pâturages comme alpages en été.
Sur le pourtour du massif, le parc régional du Vercors recouvre partiellement ou entièrement quatre autres zones géographiques.
Le Royans, au nord-ouest, est une région vallonnée vouée à l'élevage et à la culture de noyers. Trois des plus impressionnantes gorges du Vercors convergent vers le Royans : les gorges de la Bourne, le cirque de la combe Laval, et la vallée d'Échevis, comportant les Petits et les Grands Goulets. C'est la région la plus tournée vers l'intérieur du massif.
La Gervanne, dans le sud-ouest, est une zone de collines accidentée au pied des plateaux, où l'on trouve des villages typiques de la région. Elle est essentiellement tournée vers Crest.
Le Diois, au sud, correspond à une partie de la vallée de la Drôme autour de la ville de Die. Cette région a un caractère méditerranéen plus marqué, avec des vignobles et des champs de lavande. C'est une zone tampon entre la Gervanne et l'intérieur du massif. Pourtant, malgré son accès relativement aisé avec ce dernier, elle s'est largement détournée des plateaux au profit de la vallée.
Le Trièves, à l'est, est un bas plateau vallonné, qui s'étend des plus hauts sommets du Vercors aux gorges du Drac, à la vallée de la Gresse et au massif du Dévoluy. C'est dans le Trièves que se trouvent le mont Aiguille et le versant oriental du Grand Veymont. C'est aussi la région la plus isolée du reste du massif.

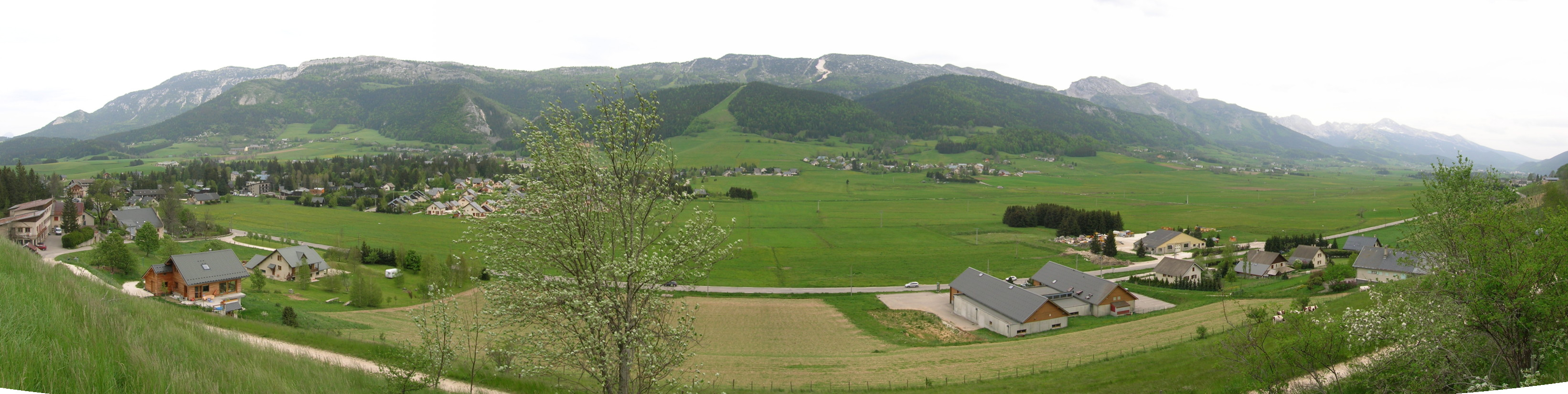
Vue panoramique de la crête principale du massif, du Moucherotte (à gauche) à la Grande Moucherolle (à droite), et du val de Lans.

#### Principaux sommets
Du nord au sud :

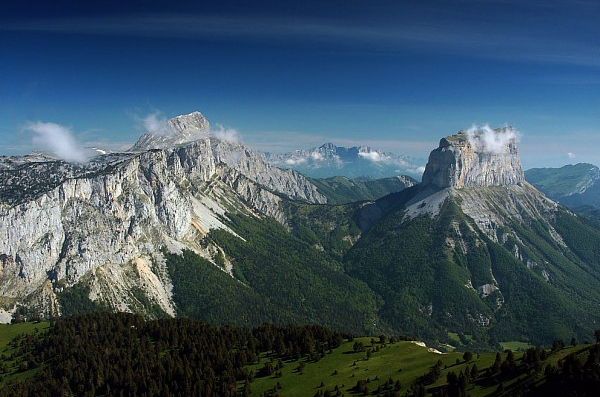
Vue du Grand Veymont et du mont Aiguille depuis le sud.

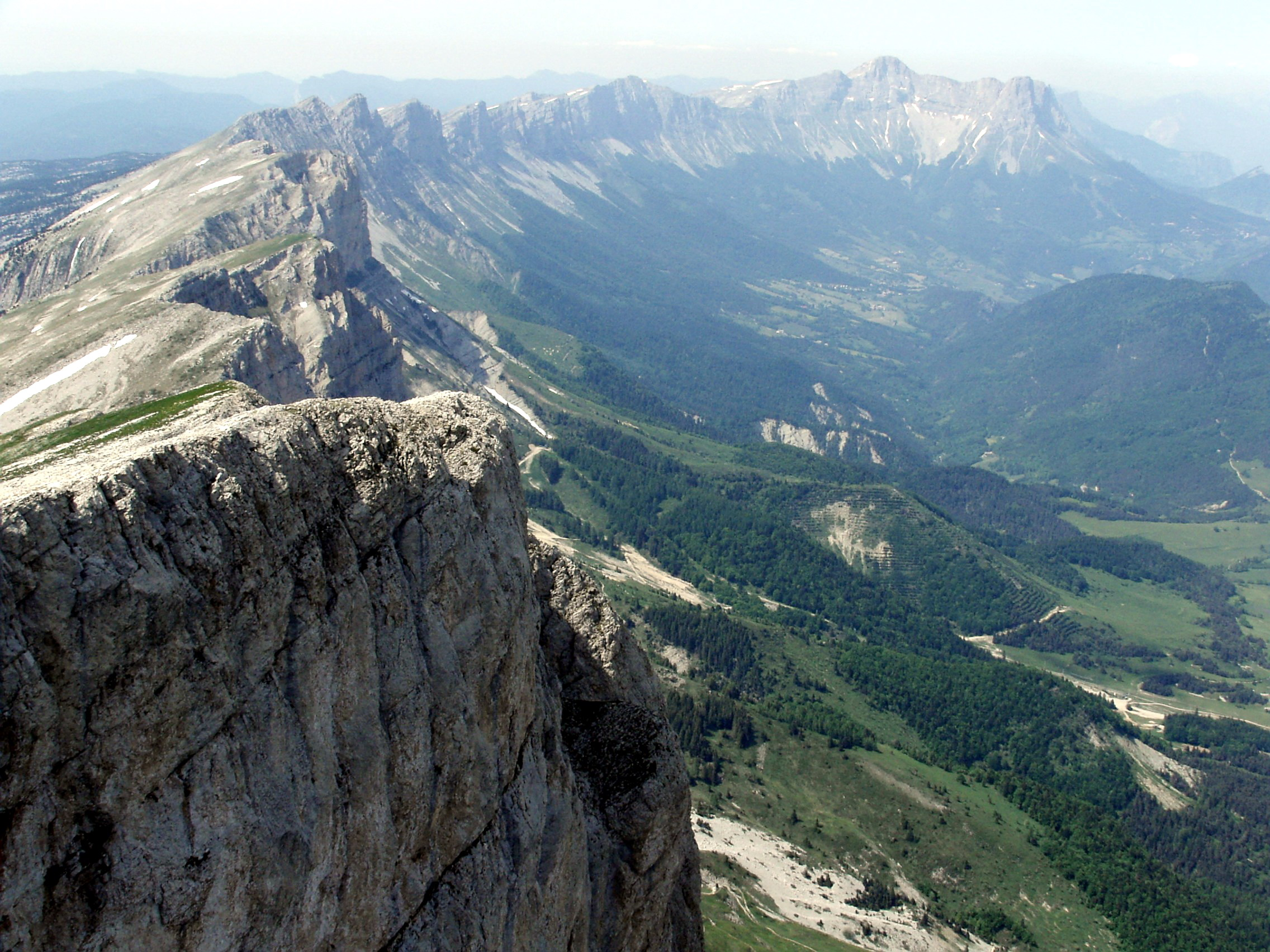
Vue des crêtes du Vercors depuis le Grand Veymont.

- le Moucherotte, 1 901 mètres, le sommet qui domine Grenoble, le plus au nord du massif ;
- le pic Saint-Michel, 1 966 mètres ;
- roc Cornafion, 2 049 mètres ;
- les arêtes du Gerbier, 2 109 mètres ;
- les rochers des Deux-Sœurs, comprenant :
  - la Petite Sœur Sophie - 2 162 mètres,
  - la Grande Sœur Agathe - 2 194 mètres ;
- la Grande Moucherolle, 2 284 mètres ;
- la Petite Moucherolle, 2 156 mètres ;
- la tête des Chaudières, 2 029 mètres ;
- les rochers de la Balme, 2 063 mètres ;
- le sommet de Malaval, 2 097 mètres ;
- le Grand Veymont, 2 341 mètres, le point culminant du massif ;
- le mont Aiguille, 2 087 mètres, à la silhouette caractéristique ; sa première ascension en 1492, serait l'acte de naissance de l'alpinisme[19] ;
- le Dôme ou Pié Ferré, 2 041 mètres, à l'est de Die, dans la montagne de Glandasse.

#### Principaux cols routiers
Par altitude décroissante :
- col du Mont-Noir, 1 421 mètres, entre Malleval-en-Vercors et Rencurel ;
- col de l'Allimas, 1 354 mètres, entre Gresse-en-Vercors et Saint-Michel-les-Portes ;
- col de la Chau, 1 337 mètres, entre Vassieux-en-Vercors et Bouvante ;
- col de la Bataille, 1 313 mètres, entre Léoncel et Bouvante ;
- col de Rousset, 1 249 mètres (altitude du tunnel), entre Die et Saint-Agnan-en-Vercors ;
- col de Saint-Alexis, 1 222 mètres, entre Vassieux-en-Vercors et Saint-Agnan-en-Vercors ;
- col de la Croix-Perrin, 1 218 mètres, entre Lans-en-Vercors et Autrans-Méaudre-en-Vercors ;
- col de Carri, 1 202 mètres, entre La Chapelle-en-Vercors et Bouvante ;
- col de la Portette, 1 173 mètres, à Bouvante ;
- col de l'Arzelier, 1 154 mètres, entre Château-Bernard et Le Gua ;
- col de Tourniol, 1 145 mètres, entre Léoncel et Barbières ;
- col de Proncel, 1 100 mètres, entre Vassieux-en-Vercors et La Chapelle-en-Vercors ;
- col des Limouches, 1 086 mètres, entre Léoncel et Peyrus ;
- col de Romeyère, 1 068 mètres, entre Rencurel et Saint-Gervais ;
- col de la Machine, 1 011 mètres, entre Saint-Jean-en-Royans et Bouvante.

Le tunnel du Mortier relie Montaud à Autrans, à 1 391 mètres d'altitude, mais a dû être fermé à la suite d'un énième éboulement, totalisant 20 000 m3 de roche, le 20 avril 1992 qui a emporté une partie du versant nord de la route. L'instabilité de la paroi a toujours empêché la concrétisation d'un projet de reconstruction un peu plus en aval, notamment au profit de la route des gorges d'Engins depuis Sassenage (D531).

### Géologie

#### Orogenèse

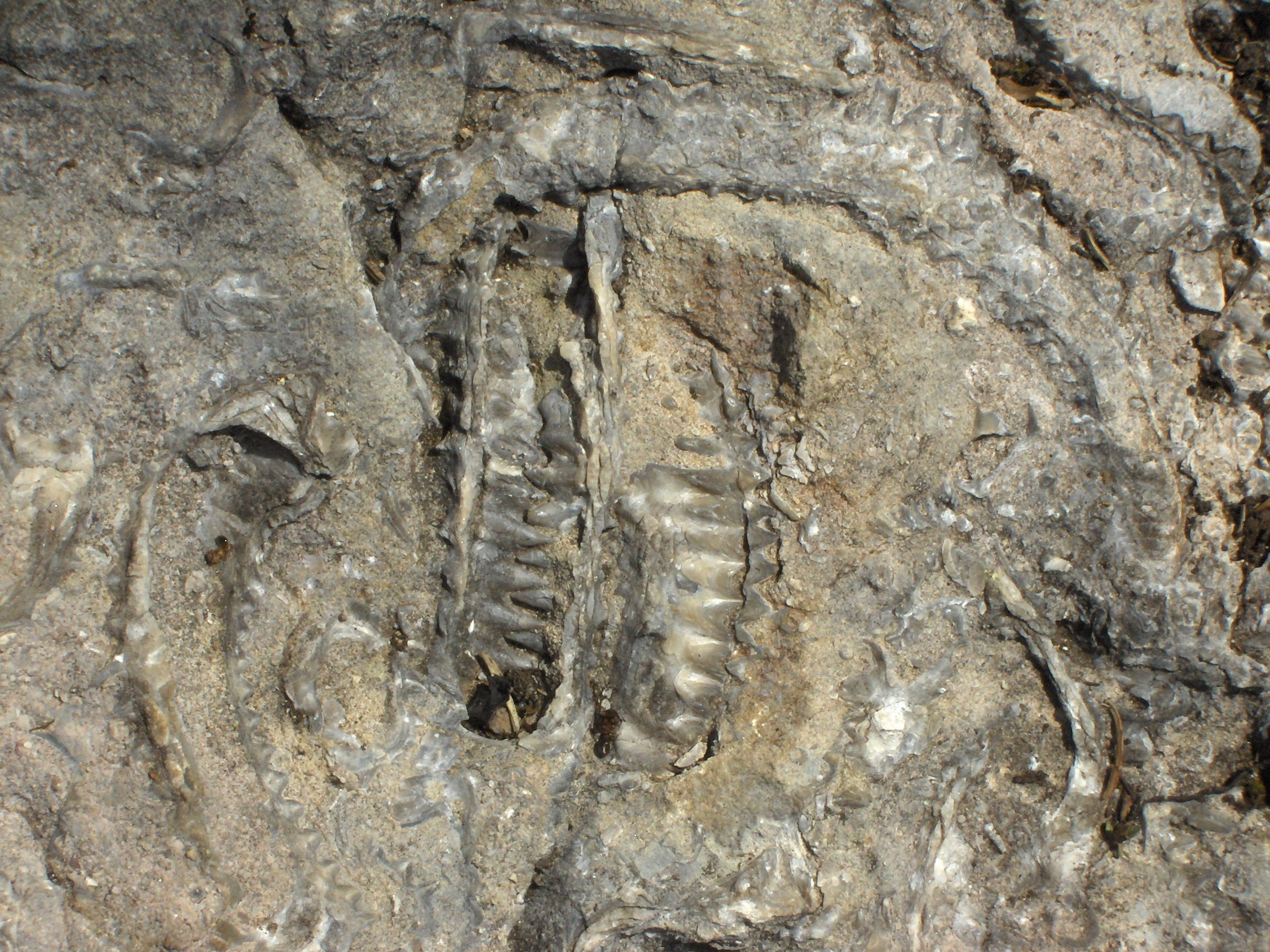
Lopha sp. (huître) fossile.

Les roches qui constituent le Vercors se forment par sédimentation à partir de 165 millions d'années, au cours du Jurassique moyen, au fond de la Téthys alpine. Les dépôts d'origine animale forment des calcaires durs tandis que les roches détritiques provenant essentiellement de l'érosion de la chaîne hercynienne composent les marnes, dans une alternance marquée par les changements climatiques ou les variations de profondeur. Une de ces couches, appelée Tithonien (ex-Tithonique), est caractéristique du Diois et du Trièves.
Vers 130 millions d'années, au Crétacé, une hausse des températures combinée à la présence de bas fonds contribuent à la mise en place de récifs coralliens parmi lesquels foisonnent des mollusques du type rudistes, à l'origine du calcaire urgonien composant la partie supérieure du massif, essentiellement dans sa partie septentrionale. Cette faune primitive laisse de nombreux fossiles, à l'instar de ceux présents sur le site de Rencurel dans les Coulmes. Au Paléogène, la Téthys se referme. Vers 23 millions d'années, au début du Miocène, l'érection du massif alpin entraîne la formation d'une nappe de charriage et repousse vers l'ouest, tout en les soulevant d'environ 2 000 mètres, les roches sédimentaires, à l'origine présentes au-dessus de la région actuelle du massif des Écrins.
Le plissement de ces roches crée dans le massif une succession d'anticlinaux et de synclinaux entrecoupés localement, en raison de la dureté de la roche, par des failles,. Ultérieurement, différentes transgressions marines sont concomitantes avec une sédimentation secondaire dans des cuvettes, à la suite du creusement des gorges et de l'érosion des falaises par l'action du ruissellement, formant ainsi les molasses présentes au pied du massif dans le Royans, mais aussi dans les vaux de Lans, d'Autrans ou encore de Rencurel. À la fin du Miocène, une nouvelle phase de surrection contribue au retrait définitif de la mer,.

#### Érosion et karstification

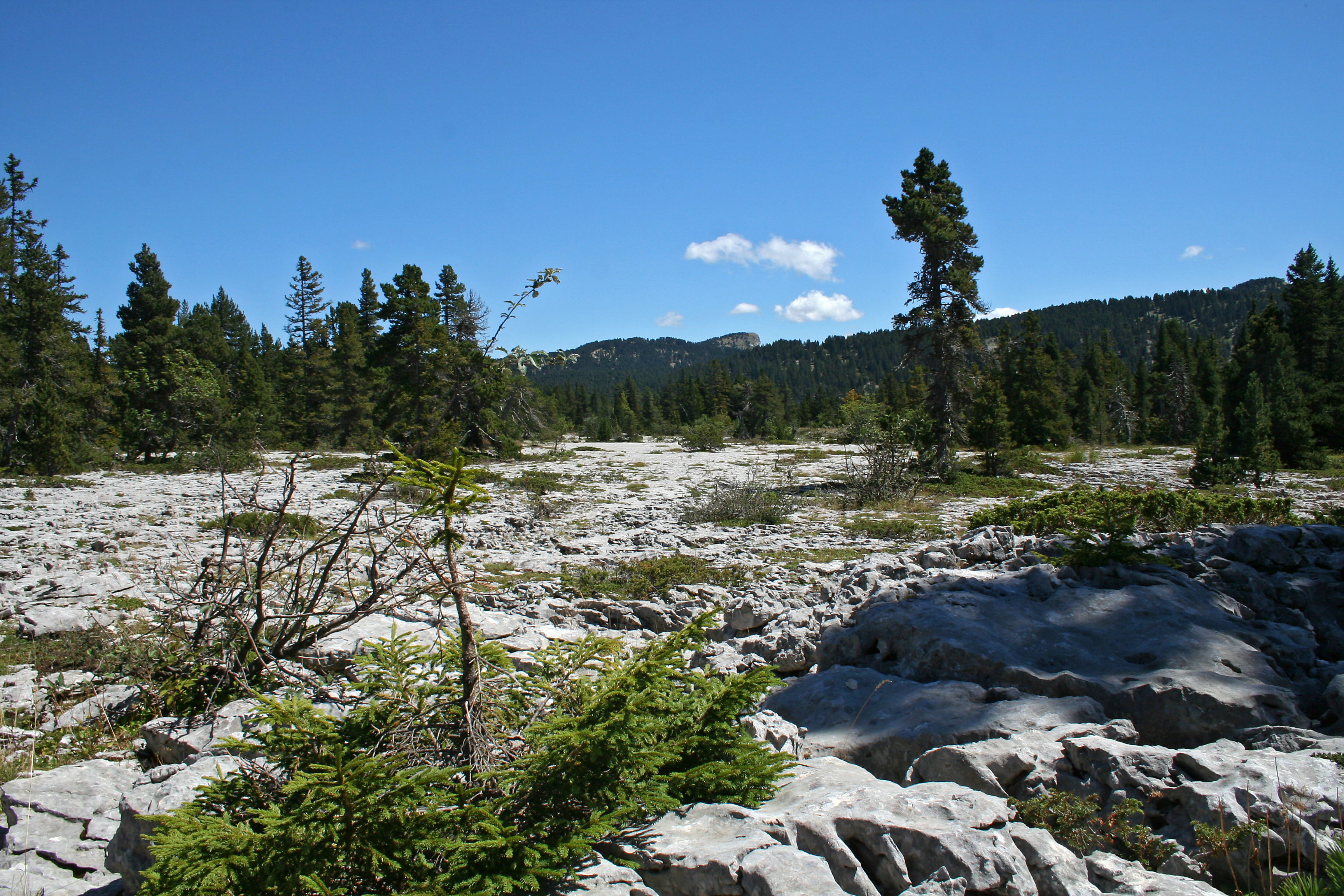
Vue de lapiaz, une formation rocheuse typique dans les Hauts-Plateaux.

Aussitôt formé, le massif est soumis à une importante érosion qui accentue et modifie le relief. Les différents synclinaux sont élargis pour former les vaux d'Autrans—Méaudre, Lans—Villard—Corrençon, ou encore celui reliant les cols de Romeyère à celui de Rousset. L'eau creuse le cirque d'Archiane et les reculées de Bournillon et de combe Laval. La dissolution du calcaire entraîne la formation d'un relief karstique, caractérisé par des lapiaz et des dolines, et percé de nombreuses cavités (gouffre Berger, Trou Qui Souffle, etc.) réputées, appelées localement « pots » ou « scialets ». Le Vercors présente ailleurs une alternance de versants abrupts pouvant atteindre 300 mètres de hauteur, correspondant à l'érosion des calcaires durs et de versants moins pentus correspondant à l'érosion des marnes ou des roches marno-calcaires plus tendres, ainsi qu'une zone de hauts plateaux peu fréquentés.

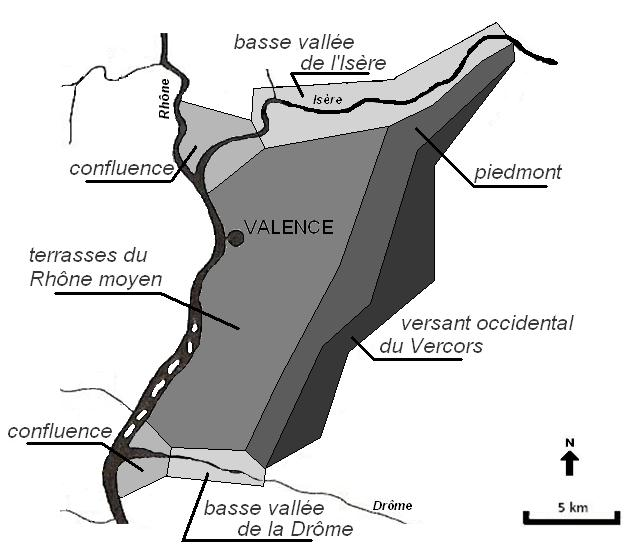
Carte schématisée des différentes unités de paysage du Valentinois.

On dénote l'absence de recouvrement total par une calotte glaciaire, même pendant les périodes de glaciation. Une langue glaciaire du glacier du Grésivaudan, épais de 2 000 mètres, déborde sur la partie septentrionale du Vercors jusque dans le val de Lans et y dépose des roches allochtones. D'autre part, des glaciers peu abrasifs en raison de la faible pente occupent localement une partie des Hauts-Plateaux, la forêt de Lente et, au sud-est du massif, le synclinal de Lus-la-Croix-Haute. Enfin, de petits glaciers locaux ont pu se former, au roc Cornafion comme au Grand Veymont, laissant des moraines et un drumlin en aval du sommet, entre Chichilianne et Gresse-en-Vercors.
Tout au long du versant occidental du Vercors, une dynamique périglaciaire a été présente : les alluvions transportées par les petites rivières descendant du massif forment des cônes de déjection. Ces matériaux, provenant des montagnes alpines et accumulés durant la période du Quaternaire, recouvrent une grande partie du fond molassique tertiaire de la plaine et des dépôts fluvio-glaciaires de l'Isère,.

### Hydrographie

#### Principales gorges

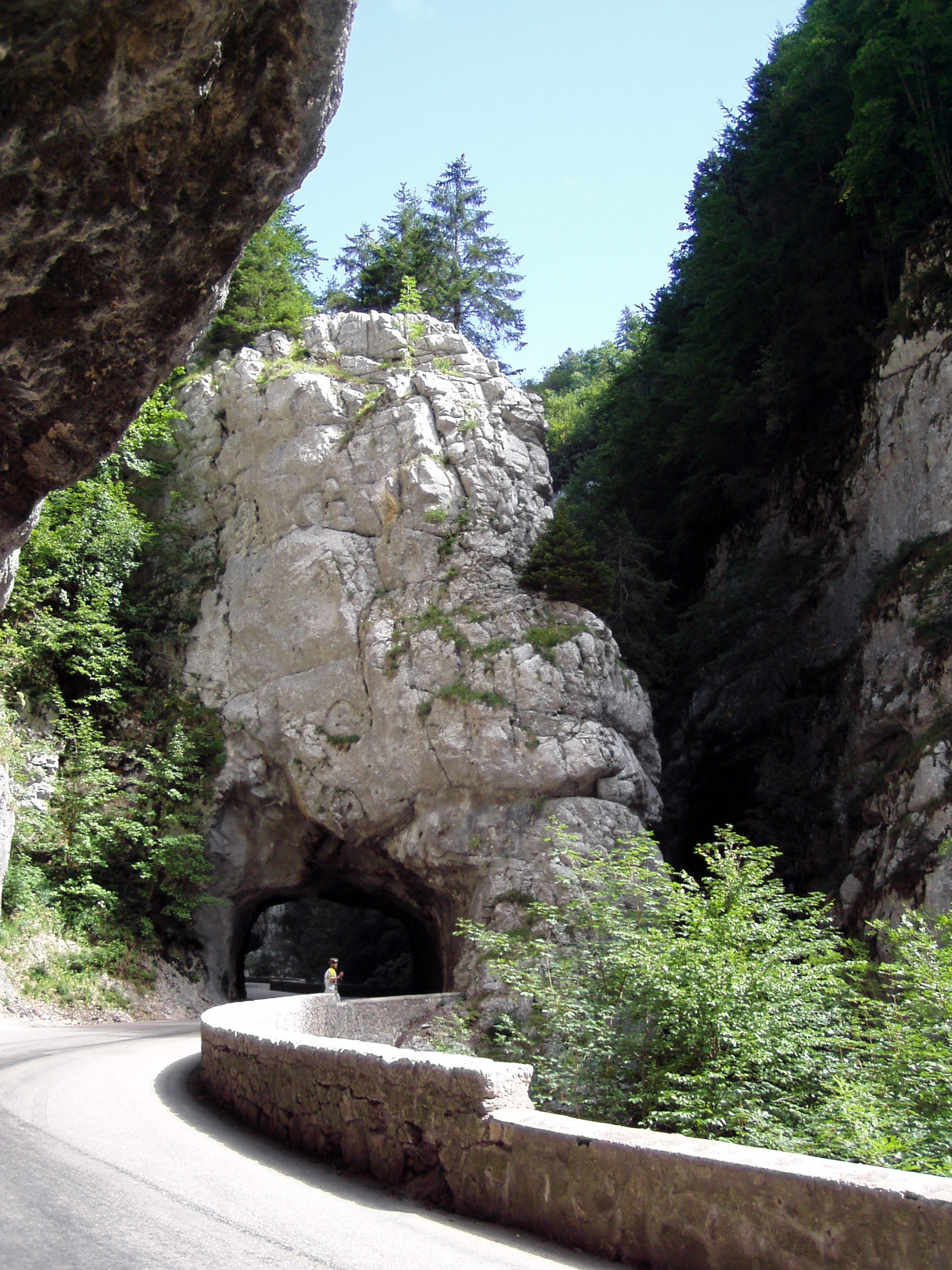
Vue des gorges de la Bourne.

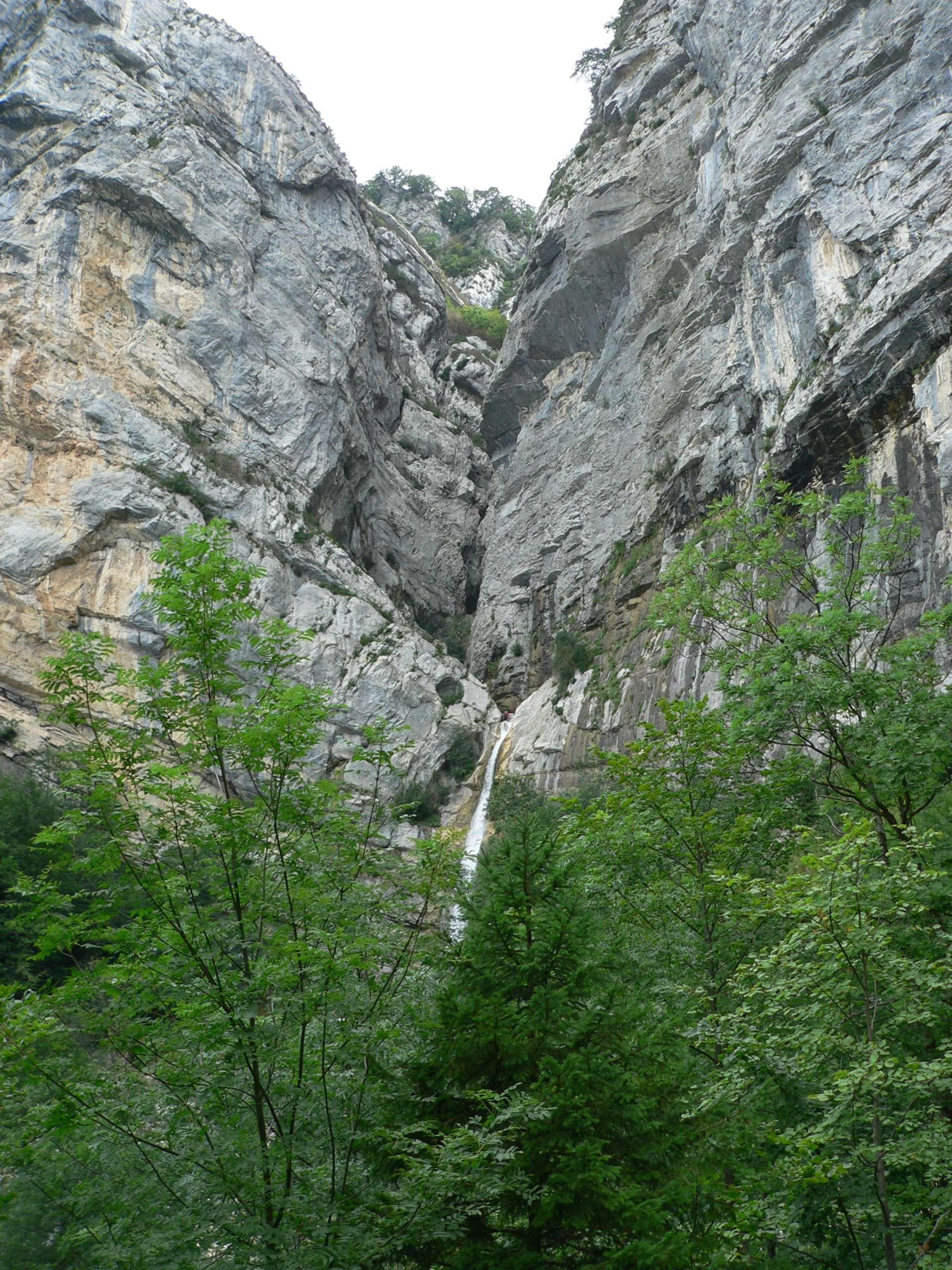
Vue depuis le pont de la Cascade sur la chute d'eau débouchant du canyon des Écouges.

Les gorges sont les étapes intermédiaires de circulation entre les eaux de ruissellement en grande partie souterraines du plateau et les zones de piedmont à la périphérie du massif :
- Grands Goulets, creusés par la Vernaison et sillonnés par une route vertigineuse creusée dans la paroi ;
- gorges de la Bourne, creusées par la Bourne ;
- gorges du Furon, creusées par le Furon ;
- gorges d'Engins, creusées par le Furon ;
- gorges du Nan, creusées par le Nan ;
- canyon des Écouges, creusé par la Drevenne ;
- gorges d'Omblèze, creusées par la Gervanne ;
- combe Laval, creusée par le Cholet.

Ces eaux bien oxygénées et fraîches sont riches en poissons. De plus, le projet Vercors Eau Pure vise à restaurer la qualité des eaux sur des plans de six ans.
Les Grands Goulets sont définitivement fermés à toute circulation, y compris celle des piétons, à cause des risques permanents d'éboulement. L'accès aux Barraques-en-Vercors se fait depuis 2008 via un nouveau tunnel construit de 2006 à 2007.

#### Glacières et névés
Du fait de son altitude (2 341 mètres au point culminant), le Vercors ne possède pas de glaciers à proprement parler. En revanche, on dénombre un certain nombre de glacières, typiques des reliefs calcaires, comme la grotte de la Glacière, près de Corrençon : située à une altitude modeste (environ 1 200 mètres), elle se présente sous la forme d'une ouverture béante de la roche orientée vers le ciel. L'hiver, la neige s'y accumule, et l'été, elle y est conservée par une température constante proche de 0 °C. Ouverte au public jusque dans les années 1990, elle a été fermée depuis pour des raisons de sécurité, à cause d'éboulements notamment. Pendant la Seconde Guerre mondiale, elle a servi de réfrigérateur naturel aux résistants. Aujourd'hui, l'épaisseur de glace diminue. Elle a aussi un temps approvisionné les bars de Grenoble en glaçons.
Les névés se retrouvent principalement à l'est du massif du Vercors. Suivant les années, on en trouve jusqu'en juin, juillet, voire début août sur le Grand Veymont notamment.

### Climat
Le Vercors connaît globalement des influences montagnardes ; il est toutefois traversé par la frontière climatique entre Alpes du Nord (bassin versant de l'Isère) et Alpes du Sud (bassin versant de la Drôme) définie schématiquement au niveau du col de Rousset. Les précipitations sont amenées par des régimes d'ouest à nord-ouest. Alors que la partie septentrionale reçoit une quantité de précipitations à peu près constante tout au long de l'année (environ 100 mm d'eau par mois, jusqu'à 1 500 mm par an à Autrans ou Bouvante) avec une prépondérance du climat océanique, la partie méridionale est marquée par un creux durant l'été (moins de 50 mm en juillet et août, moins de 900 mm par an dans le Diois) et un fort ensoleillement avec une prépondérance du climat méditerranéen qui se fait sentir jusque dans le sud du Trièves, le Diois, la Gervanne voire certaines régions du Royans,.
L'hiver, les précipitations se produisent la plupart du temps sous forme de neige, à cause de l'influence de l'altitude. L'exposition solaire des versants, la couverture nuageuse et les vents dominants sont des facteurs également importants. Il n'est pas rare de mesurer des températures de −15 °C à Autrans. Le record de température minimale mesuré en Isère l'a d'ailleurs été à Villard-de-Lans le 7 janvier 1985 avec −28 °C, et certaines températures encore plus basses ont pu être mesurées dans des trous à froid : la prairie de Darbounouse, dans les Hauts-Plateaux, a atteint −34,6 °C le 13 février 2018. Toutefois, les moyennes annuelles sur trente ans se situent entre −5 °C l'hiver et +15 °C l'été.

### Faune et flore

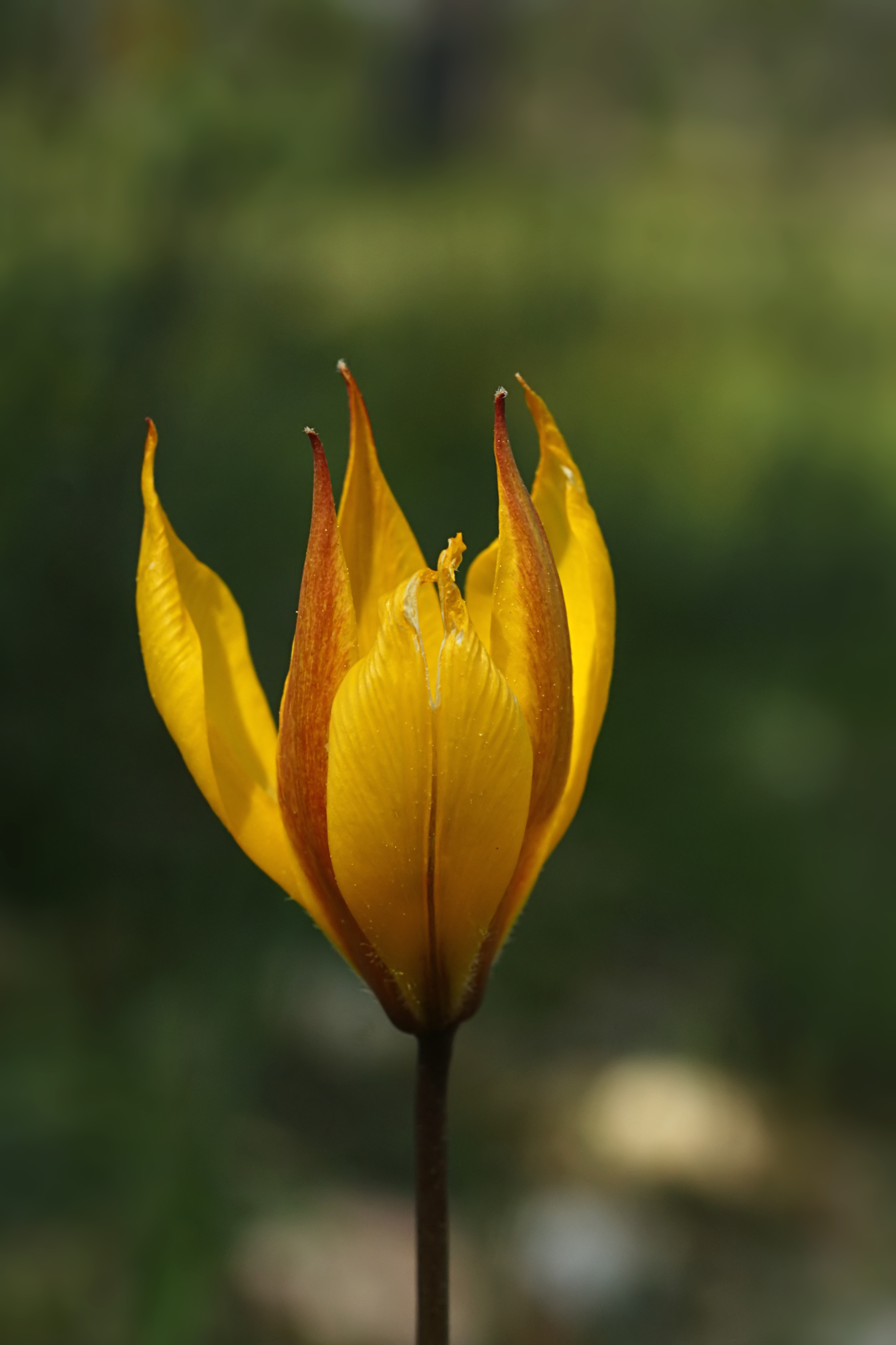
Fleur de Tulipe australe.

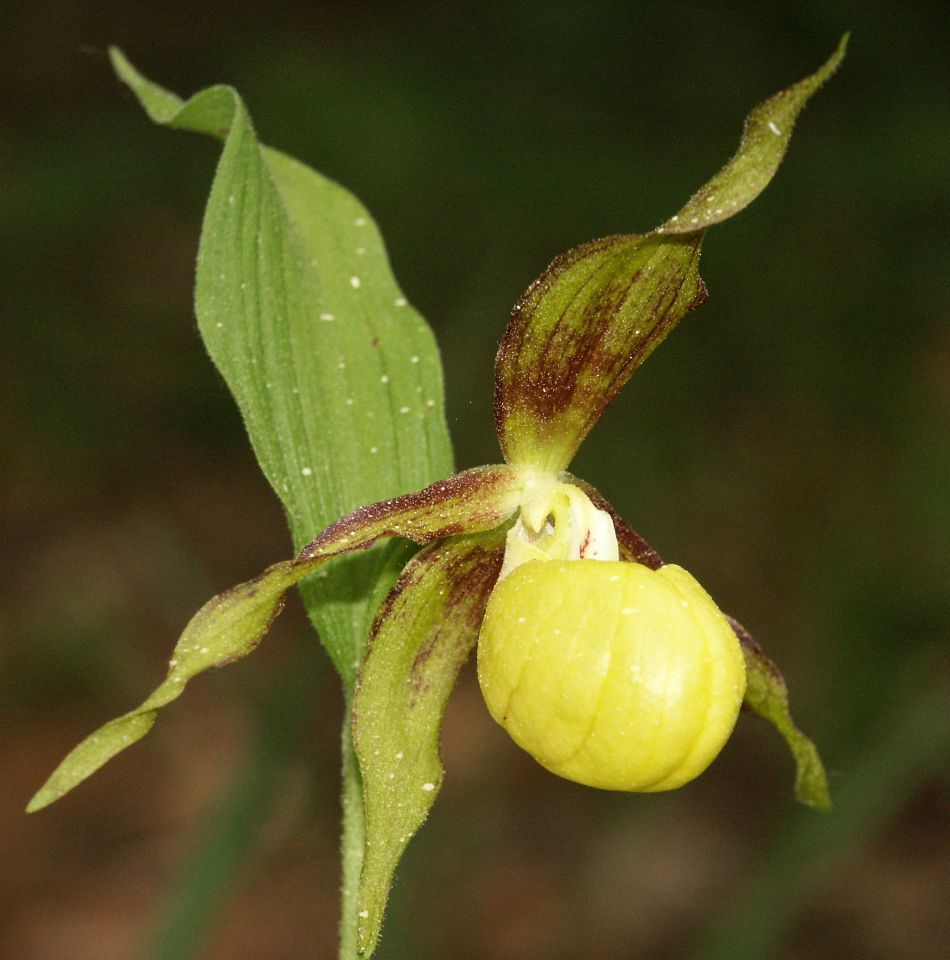
Le Sabot de Vénus.

On trouve dans le Vercors 80 espèces végétales protégées, du Sabot de Vénus dans les milieux forestiers à la Campanule des Alpes dans les éboulis, en passant par la Primevère oreille d'ours dans les falaises ou la Tulipe australe, un des symboles du parc, dans les pelouses subalpines. La différence climatique entre les parties septentrionale et méridionale du massif se ressent très fortement au niveau de la végétation. Au nord, la majorité de la surface est boisée, tandis qu'au sud, les sols sont plus secs et les espèces typiques du climat méditerranéen.

#### Flore
L'étage collinéen et supraméditerranéen s'étend de 200 mètres d'altitude à 800 voire 1 000 mètres d'altitude. Il est fortement influencé par la présence humaine. Le Chêne pubescent en est l'espace typique. Il est associé au buis, au hêtre et au noisetier dans les terrains calcaires bien drainés du Vercors drômois ou du Royans. On trouve également dans ces terrains le Bois de Sainte-Lucie, le Cytise à feuilles sessiles, le Cytise aubour, le Brome dressé, le Cornouiller sanguin, le Mélampyre des bois, le Calament à grandes fleurs, ainsi que des espèces de clinopode. Autrement, le Chêne pubescent est associé au Pin sylvestre, plus résistant au froid, présent dans les ubacs du Diois et du sud du Trièves. On y trouve aussi l'Érable à feuilles d'obier, l'Hellébore fétide, le Sumac fustet, le Genêt cendré, le Genêt à balais, le Cornouiller sanguin, la Catananche bleue, l'Aphyllanthe de Montpellier, le Brome dressé, la Bugrane épineuse, le Lin sous-arbrisseau, le Genévrier thurifère dans le Royans, le Genévrier de Phénicie, le Chêne vert dans la Gervanne, le noisetier, l'argousier, le buis, la lavande, ainsi que des espèces d'amélanchier, de chèvrefeuille et de troène.
L'étage montagnard est présent de 800 à 1 100 mètres d'altitude jusqu'à 1 500 à 1 700 mètres. Il comprend trois séries distinctes. La hêtraie-sapinière comprend des espèces d'épicéa, d'aconit, d'ancolie, de sceau de Salomon, l'Aspérule odorante, l'Épilobe en épi et le framboisier. La série mésophile du hêtre, outre cette espèce, abrite des espèces de buis, de céphalanthère, de chèvrefeuille, l'Érable à feuilles d'obier, le Lis martagon et le houx. La série mésophile du Pin sylvestre est adaptée aux zones plus sèches. Le hêtre s'y maintient aux côtés du Raisin-d'ours des Alpes, de la lavande, de la callune et de l'Airelle rouge.
L'étage alpin s'étend de 1 500-1 800 mètres à 2 000-2 200 mètres, essentiellement autour des Hauts-Plateaux et au sud du Vercors. C'est une lande où le Genévrier nain, la Nigritelle noire, l'Orchis sureau, l'Aster des Alpes, le Raisin-d'ours des Alpes, les saxifrages, la Joubarbe des toits et les centaurées sont parsemés de Pins à crochets, formation unique par sa taille en Europe, ou d'épicéas. L'étage alpin se rencontre très rarement, presque exclusivement au-dessus de 2 000 mètres. La Bérardie laineuse, l'edelweiss, le Tabouret à feuilles rondes, la Dryade à huit pétales, le Silène acaule et l'Androsace des Alpes y ont une croissance lente imposée par les rudes conditions climatiques.
L'agriculture est un facteur important du façonnement végétal du massif. Des voies de communication ont été ouvertes dans les bois ; les fonds de vallée, à l'exception des zones humides, sont occupés par des champs entourés dès les premières pentes par des forêts,. Au XIXe siècle, des plans de reboisement sont entrepris, voyant notamment l'introduction du Pin noir d'Autriche dans le Diois. La migration de l'olivier jusque sur les pentes les plus méridionales du Vercors est envisagée. Le taux de boisement varie entre 40 % et près de 70 % en fonction des régions du massif, avec une moyenne de 60 %, sachant que la moitié environ de la surface forestière appartient au domaine public ; ces taux sont supérieurs à la moyenne nationale,. Le parc naturel régional abrite 125 000 hectares de forêts.

#### Faune

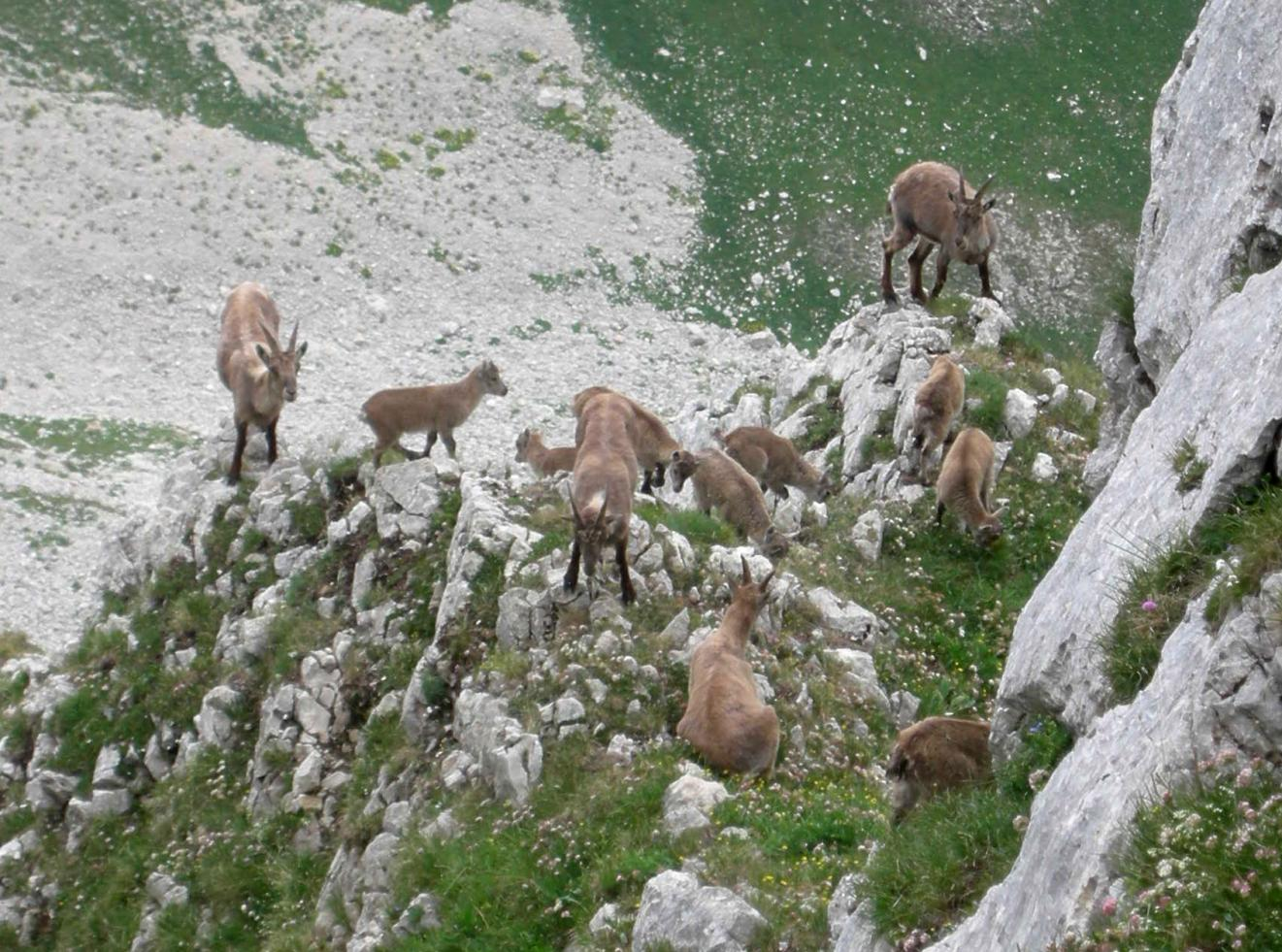
Des bouquetins sur le Grand Veymont.

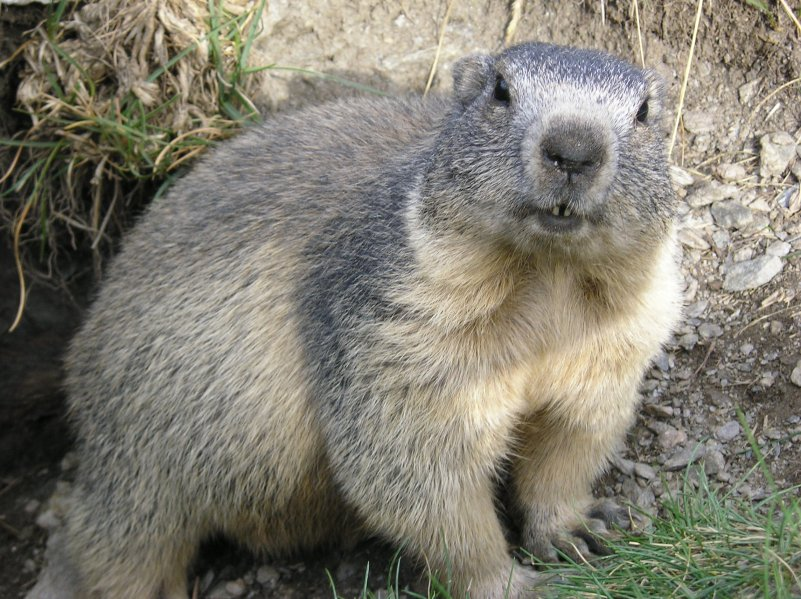
La marmotte des Alpes, réintroduite dans le Vercors.

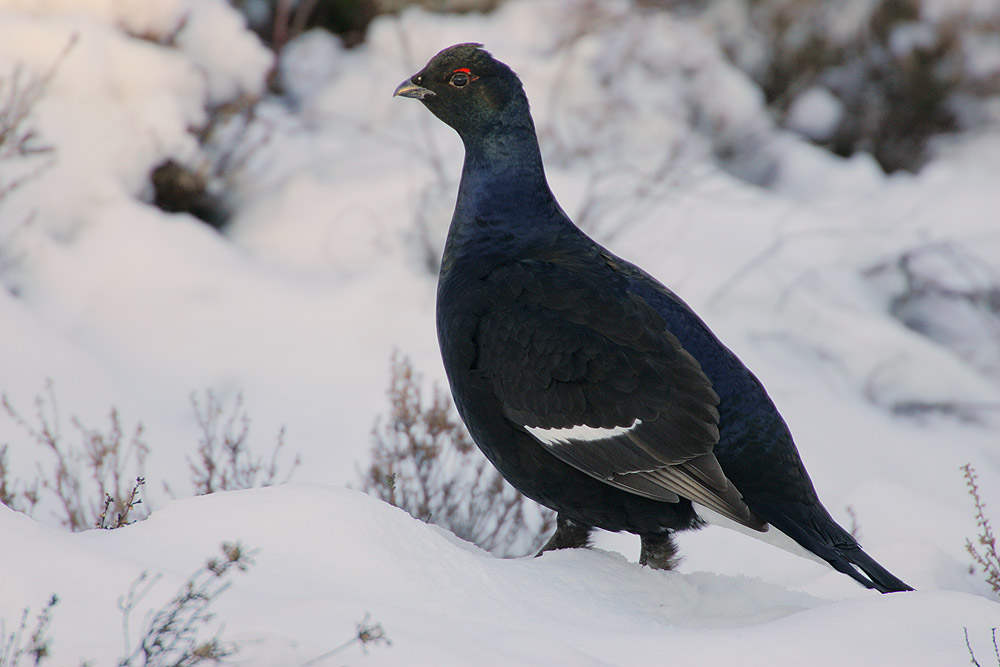
Tétras lyre mâle.

La faune n'échappe pas à la répartition des espèces. Le massif abrite à la fois des mammifères de l'étage collinéen (cerf, chevreuil, lièvre commun, sanglier) et des étages montagnard et alpin (mouflon, chamois, bouquetin des Alpes, marmotte, lièvre variable) qui représentent en tout 75 espèces. Ainsi, le massif du Vercors est l'un des rares endroits en France où sont présentes à l'état sauvage les six espèces de grands ongulés, même si le mouflon, dans les années 1950, a fait l'objet de réintroductions, de même que le bouquetin, en 1989, 1990 et 2002, le chevreuil et le cerf, alors que le sanglier fait régulièrement l'objet de lâchers clandestins dans le but d'être chassé,.
Les chauves-souris sont représentées par le Grand rhinolophe, le Petit rhinolophe, le Molosse de Cestoni, le Grand murin, l'Oreillard roux, l'Oreillard des Alpes, la Pipistrelle commune, la Vespère de Savi et la Sérotine de Nilsson. Les sous-bois abritent le Campagnol roussâtre, le Mulot alpestre, le Loir gris, le Lérot commun, le Loir muscardin, l'Écureuil roux, le Blaireau européen et la Martre des pins. Les milieux ouverts abritent la Musaraigne des jardins, le Campagnol agreste, la fouine et le Lapin de garenne. On trouve également le renard, la belette, l'hermine, le putois ou encore le Campagnol des neiges. Le retour du Loup d'Italie dans le Vercors via le Mercantour est supposé au milieu des années 1990 et confirmé en 1998 ; il pourrait en être de même pour le Lynx boréal. L'Ours brun a en revanche disparu dans les années 1940 et n'a jamais été réintroduit, même si une étude menée a conclu que le Vercors serait le meilleur site dans les Alpes françaises.
Plus de 140 espèces d'oiseaux ont été recensées. Les plus fréquents sont le Merle noir, le Pinson des arbres, la Corneille noire, le Rouge-gorge, la Mésange charbonnière, la Fauvette à tête noire, le Pouillot véloce, le Troglodyte mignon, le Coucou gris et l'Alouette des champs. Ce sont des espèces essentiellement présentes dans les milieux forestiers et semi-boisés, tout comme le Pic noir, le Pic vert, le Pic épeiche, la Grive musicienne, la Mésange boréale, la Mésange bleue, la Mésange nonnette, le Roitelet à triple bandeau, le Roitelet huppé, le Serin cini, le Chardonneret élégant, le Verdier d'Europe, le Rossignol philomèle, la Huppe fasciée, le Bec-croisé des sapins, le Cassenoix moucheté, la Chouette hulotte, la Chouette effraie et la Chevêche d'Athéna,. L'Aigle royal et le Vautour fauve, notamment à la suite de leur réintroduction dans le Glandasse au-dessus de Die à partir des années 1990,, vivent dans les falaises. Ce dernier a été suivi par le Grand Corbeau, le Vautour moine, le Vautour percnoptère et le Gypaète barbu. Le Faucon pèlerin et le Hibou grand-duc partagent également cet habitat. Le Tétras lyre, autre symbole du parc, mais aussi le Lagopède alpin, l'Accenteur alpin et le Pinson du Nord sont des espèces qui affectionnent les pelouses alpines des Hauts-Plateaux. Le Cincle plongeur, le Martin-pêcheur d'Europe et l'Aigrette garzette vivent à proximité des rivières, tout comme le Héron cendré dont la présence depuis les années 1980 le long de la Bourne et de la Vernaison constitue un record d'altitude pour l'espèce,.
Les rares représentants chez les amphibiens sont le Crapaud commun, la Grenouille rousse, la Grenouille agile, l'Alyte accoucheur, la Salamandre tachetée, le Triton alpestre et le Triton palmé. Parmi les reptiles, le Lézard vivipare a un mode de reproduction ovovivipare qui lui permet de vivre sur les Hauts-Plateaux, tandis que Le Lézard des murailles, le Lézard vert et le Lézard ocellé affectionnent les versants plus exposés au soleil ; l'Orvet fragile est également présent. La Vipère aspic et la Couleuvre verte et jaune sont les espèces de serpents les plus répandues, alors que la Couleuvre à collier et la Couleuvre vipérine peuplent les cours d'eau.
Les insectes sont représentés par de nombreux papillons, dont l'apollon, le semi-apollon et l'alexanor dans les éboulis et versants des montagnes, le Chamoisé des glaciers et la Piéride du vélar sur les Hauts-Plateaux, le Citron de Provence et l'Aurore de Provence plutôt dans le Diois qui héberge aussi l'Isabelle ; la Rosalie des Alpes est une espèce protégée de coléoptère ; le Scorpion noir à queue jaune est présent dans le Diois en limite septentrionale de son territoire en France, tandis que la Cigale plébéienne migre progressivement vers le nord jusque dans le Royans et les Hauts-Plateaux ; le Bostryche typographe et la chenille processionnaire pinivore sont des espèces ravageuses.
Parmi les poissons se trouvent la Truite fario et, dans la Bourne, le Chabot commun qui sont des espèces d'eau vive, ainsi que la Loche franche, le chevesne, le blageon et le barbeau dans les rivières avec moins de courant.

### Population

#### Urbanisation

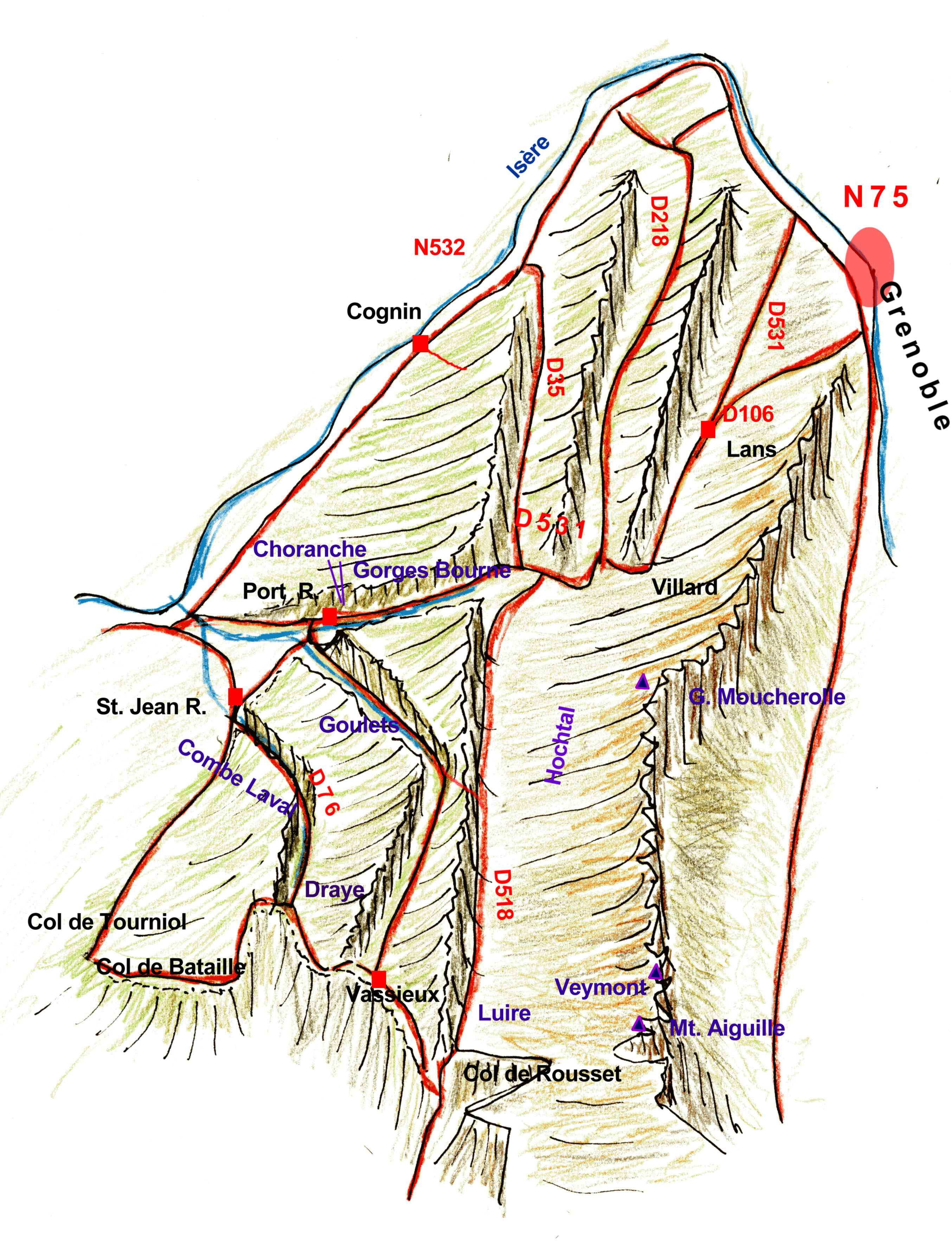
Carte simplifiée du massif du Vercors.

Les villages des Quatre Montagnes sont Villard-de-Lans (4 038 habitants), Lans-en-Vercors (2 530 habitants), Autrans-Méaudre en Vercors (2 934 habitants) — par fusion d'Autrans et de Méaudre et Corrençon-en-Vercors (358 habitants). Au nord se trouvent également Saint-Nizier-du-Moucherotte (1 058 habitants) et Engins (508 habitants).
Dans le Vercors proprement dit ou Sud-Vercors, moins peuplé, figurent La Chapelle-en-Vercors (676 habitants), chef-lieu du canton comptant également Saint-Agnan-en-Vercors (385 habitants), Vassieux-en-Vercors (351 habitants), Saint-Martin-en-Vercors (414 habitants) et Saint-Julien-en-Vercors (233 habitants).
La plus grande ville à la périphérie du massif est Grenoble (157 000 habitants, 675 000 en incluant toute l'agglomération), préfecture du département de l'Isère. Elle se trouve au nord-est du massif, à l'entrée du Grésivaudan. Voreppe (9 742 habitants) et Moirans (7 743 habitants) sont situées un peu plus au nord. Pont-en-Royans (817 habitants) et Saint-Jean-en-Royans (2 966 habitants) sont deux communes loties au pied des montagnes, dans le Royans. Chabeuil (6 735 habitants), se trouve dans la vallée du Rhône, à une quinzaine de kilomètres de Valence, préfecture du département de la Drôme. Crest (8 008 habitants), Die (4 411 habitants) et Châtillon-en-Diois (564 habitants), au sud du massif, appartiennent au Diois. Enfin, Clelles (529 habitants) et Monestier-de-Clermont (1 313 habitants) sont situées au pied du versant oriental des crêtes, dans le Trièves.
La proximité de ces villes a, depuis un quart de siècle, sensiblement augmenté la population dans certaines régions du Vercors, notamment les Quatre Montagnes et le nord du Trièves, en attirant de nombreux travailleurs urbains qui transitent chaque jour par les principaux axes routiers du massif. Le développement du tourisme a également nécessité le déploiement d'infrastructures adaptées et une maîtrise de la pression immobilière. Toutefois, d'autres régions plus reculées du Vercors demeurent fragiles et soumises à l'exode rural.

#### Habitat

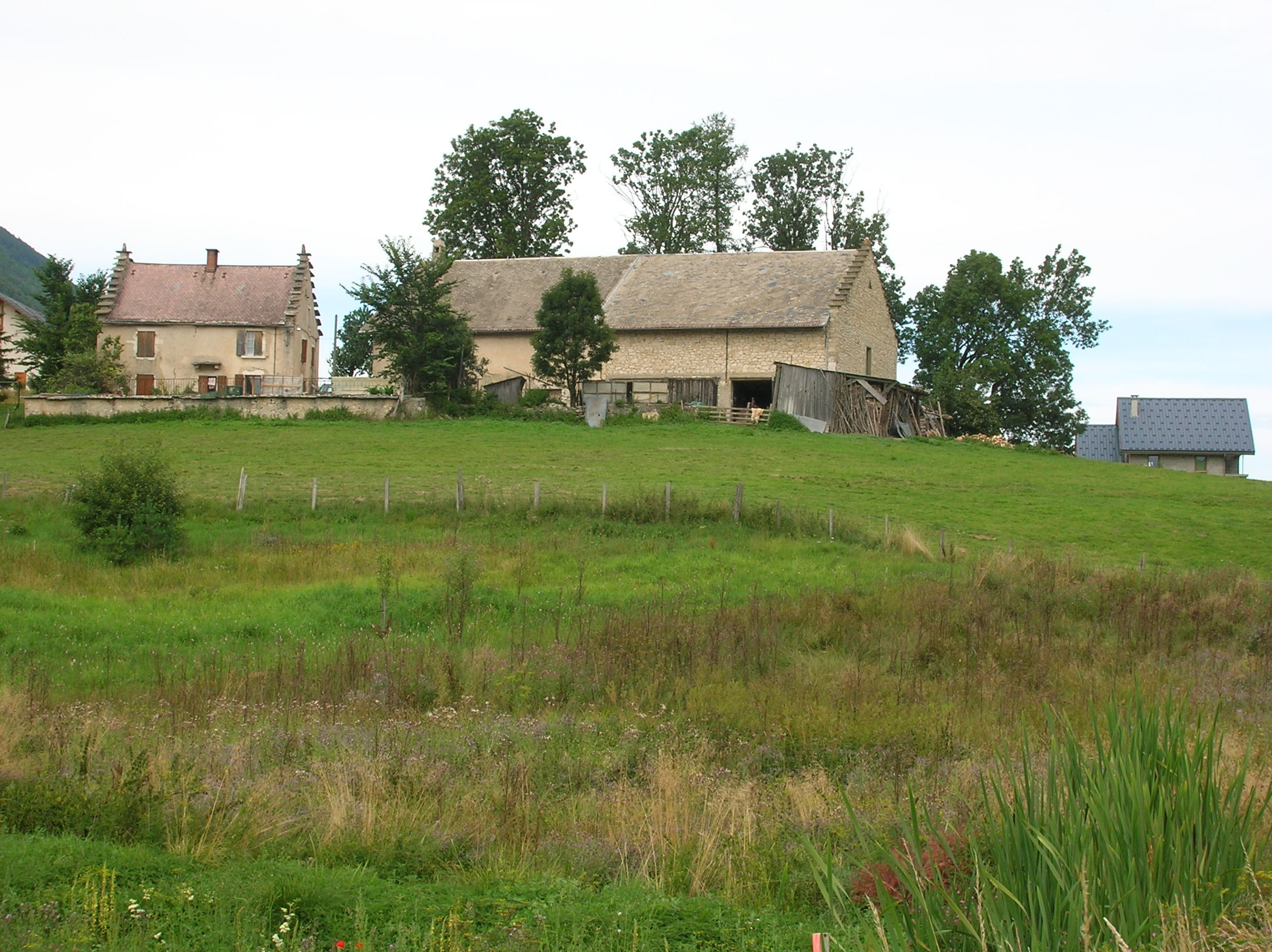
Vue d'une ferme traditionnelle du Vercors.

Jusque dans les années 1930, les toits de chaume en seigle ont recouvert les fermes traditionnelles du Vercors. En 1995, la dernière chaumière du massif, à la Bâtie, sur la commune de Gresse-en-Vercors, a disparu. Pourtant, ces toits sont à l'origine des traditionnelles lauzes du plateau des Quatre Montagnes, extraites des carrières calcaires environnantes et qui sont venues remplacer la chaume moins présente en altitude. Elles recouvraient les pignons, étaient surnommées « saut de moineaux » et protégeaient les toits du vent et de la pluie,. Une pierre ronde, appelée épi de faîtage ou « couve », symbolisant la fertilité, recouvrait la plus haute des dalles. En raison de la rudesse du climat et du relief, chaque élément architectural apporte une réponse à une contrainte. Les caractéristiques communes des fermes sont un grand volume allongé et des murs de pierre enduits avec peu d'ouvertures larges pour garder la chaleur, des espaces adjoints réservés aux animaux et à la remise,,, deux pans de toiture fortement inclinés pour chasser la neige, et un arbre feuillu (fruitier si possible), pour avoir de l'ombre en été mais de la lumière en hiver. Les maisons sont regroupées en villages et hameaux mais l'habitat est rarement dispersé,.

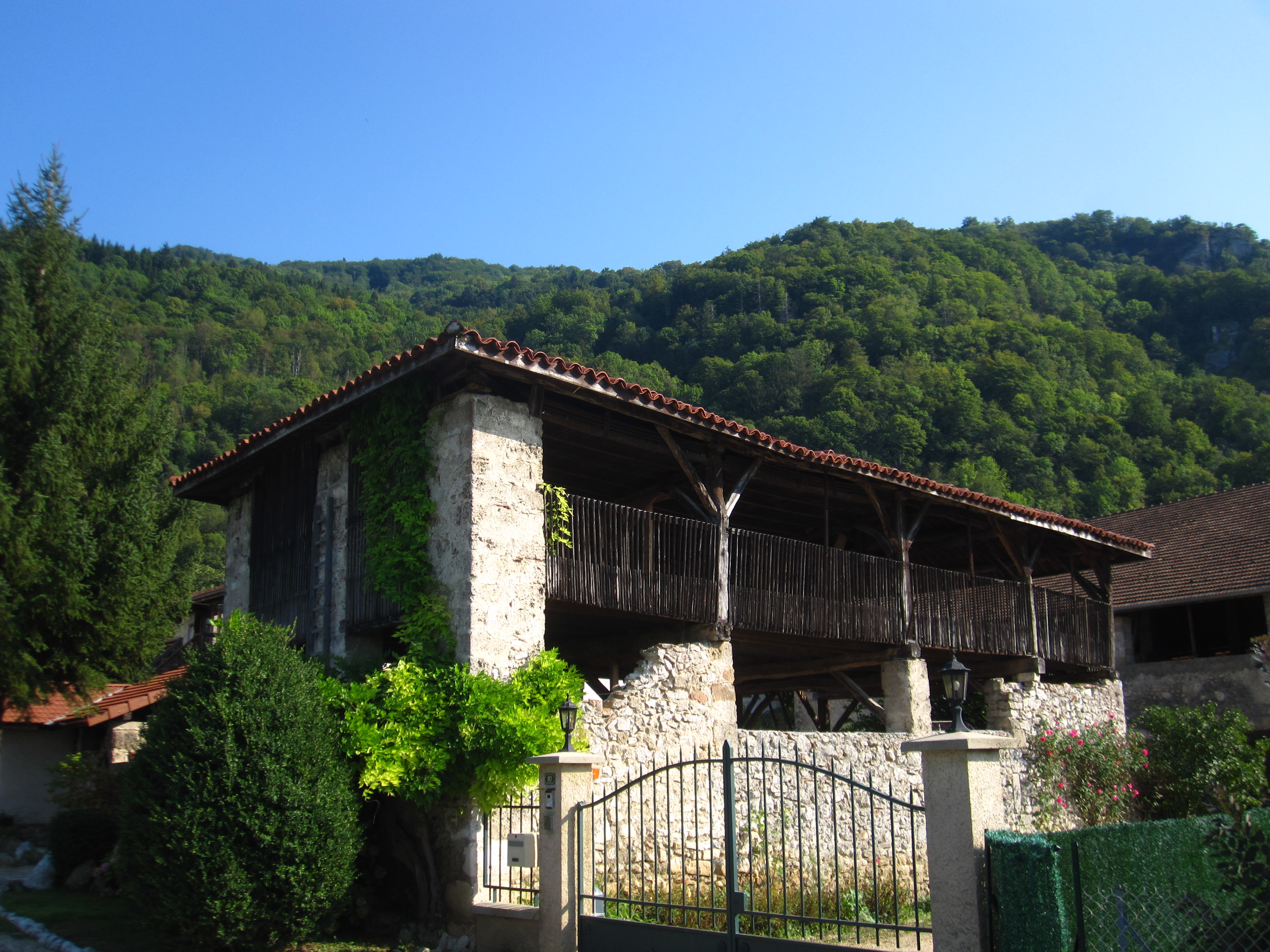
Vue du séchoir à noix du XVIIIe siècle à Cognin-les-Gorges, classé parmi les monuments historiques de l'Isère depuis 1994.

Au XIXe siècle, l'ardoise et la tôle remplacent la chaume dans le nord du massif, les tuiles dans le sud, avec parfois la présence d'une génoise typique du Diois. En raison des destructions de la Seconde Guerre mondiale, le Vercors drômois s'est singularisé par une architecture en pierres apparentes. Le Royans, par son aspect agricole, a un habitat un peu plus dispersé, caractérisé par des maisons à quatre pans en pierres et en galets, similaires à celles du plateau de Chambaran qui lui font face sur l'autre rive de l'Isère ; les fours à pain et les séchoirs à noix sont également des éléments caractéristiques du bâti. Pont-en-Royans se distingue par ses maisons suspendues, dont l'origine remonte au XVIe siècle, tandis que Saint-Jean-en-Royans présente de riches portes à linteaux ornés, reflétant le dynamisme de son industrie manufacturière. Les Coulmes, entre plaine et montagne, sont à la transition entre ces divers types d'habitat traditionnel et plus méridional. Le Trièves abrite des bâtiments généralement en pierre enduite où le bardage de bois joue un rôle important, recouverts de toits à quatre pans en croupe ou demi-croupe apparus à la fin du XIXe siècle. Le Diois et la Gervanne sont constitués de villages de type provençal regroupés sur eux-mêmes, bien exposés au soleil, mais aux ruelles plus resserrées afin de garder la fraîcheur l'été, avec des maisons aux dimensions et aux décorations modestes, souvent privées de l'espace habituellement réservé aux animaux sur le plateau, lesquels sont dans ce cas rassemblés dans des annexes.

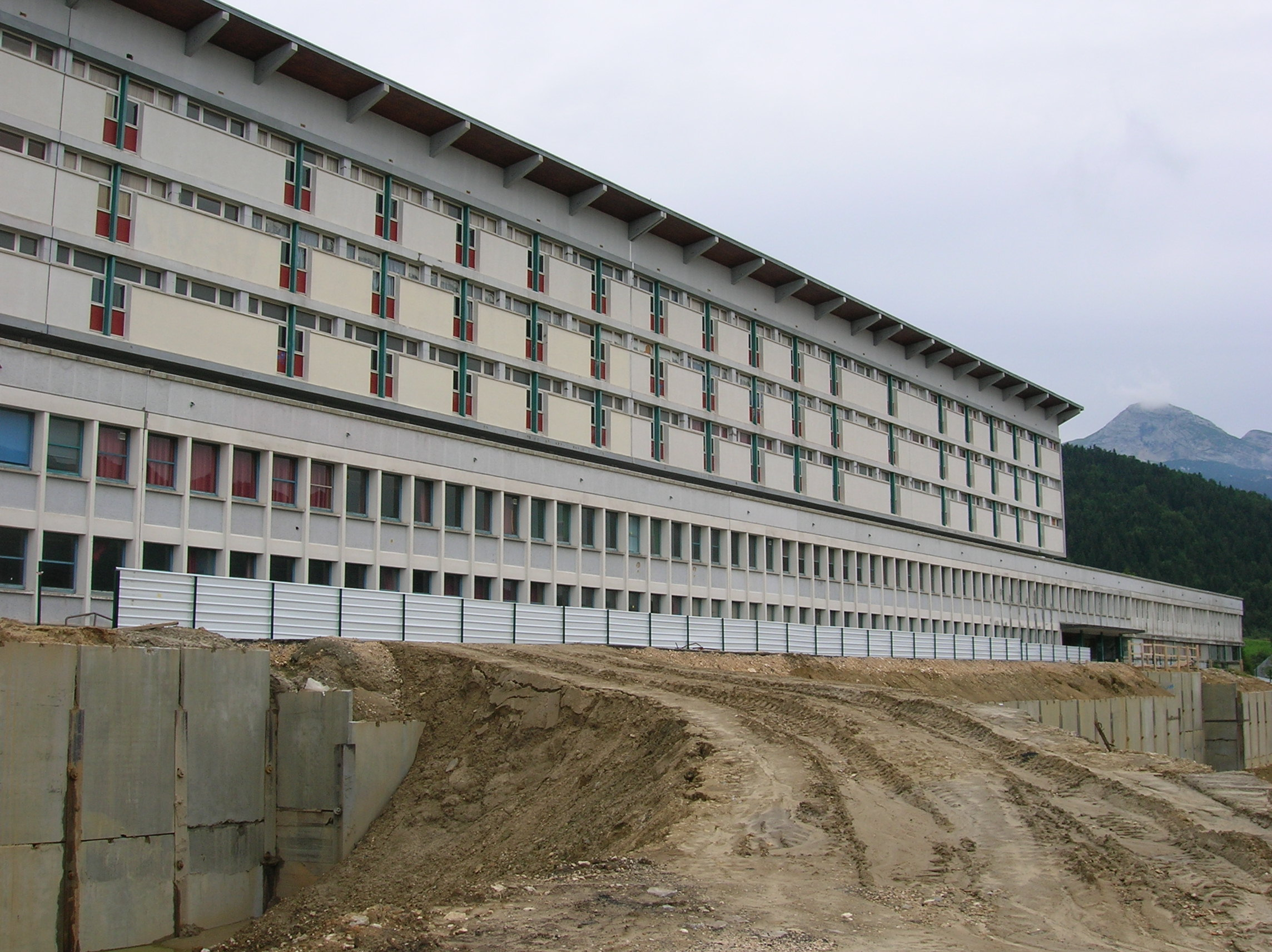
Vue de la longue façade du lycée climatique Jean-Prévost de Villard-de-Lans (en travaux, août 2008). L'établissement, qui abritait des asthmatiques après sa construction en 1962, a été réaménagé et continue à proposer des projets s'articulant autour des problèmes respiratoires dans le sport, la musique et la santé.

Lors de l'entre-deux-guerres, sur le territoire de Villard-de-Lans, se sont bâtis des dizaines d'établissements ayant pour vocation le climatisme infantile. Le premier d'entre eux a vu le jour en 1926, par refus de voir construire un nouveau sanatorium pour tuberculeux. Destinés à soigner les enfants fragiles et délicats, on en compte finalement près d'une centaine à la fin des années 1960, dont près de soixante rien qu'à Villard-de-Lans, qui devient « le paradis des enfants »,,. Ces bâtiments présentent une architecture tout à fait singulière, pensée pour profiter au maximum de l'air pur, de l'ensoleillement, du froid sec de l'hiver et de la fraîcheur de l'été : grandes fenêtres, longs balcons, galeries extérieures, orientation au soleil. En même temps, ils sont abrités du vent par des rangées de résineux. Enfin, les murs étaient peints et exempts d'angles droits, et le sol recouvert de matériaux faciles à laver, pour éviter les poussières,. Avec le traitement par la pénicilline, les établissements ont perdu leur vocation, mais cette architecture est passée dans le savoir-faire sur le plateau et a perduré dans la seconde moitié du XXe siècle, aussi bien pour les maisons particulières que pour les centres touristiques (hôtel de Paris à Villard, Escandille à Autrans).

## Histoire

### Préhistoire
Au Paléolithique, les hommes préhistoriques viennent déjà des vallées pour récolter et tailler des silex de grande qualité, que l'on retrouve dans un vaste rayon autour du massif, depuis le val de Lans jusqu'au haut Diois en passant par les Coulmes et le plateau de Vassieux. En effet, les premières incursions de l'homme de Néandertal remontent au Paléolithique moyen, dès 50 000 ans BP. Toutefois, les nombreuses cavités naturelles du Vercors, à dominante verticale, ne sont pas encore utilisées comme habitat préhistorique, ou seulement pendant la saison estivale, sans doute à cause du climat rude qui règne à l'époque sur les plateaux d'altitude,. L'homme moderne arrive dans le massif dans un second temps, au Paléolithique supérieur, après une période de glaciation, entre 17 000 et 14 000 ans BP. Les traces humaines les plus anciennes retrouvées sur les Hauts-Plateaux remontent vers 12 000 ans BP. Cette présence à l'intérieur du massif se fait plus durable, en même temps que les forêts gagnent du terrain, et les abris naturels sont investis : grotte Colomb et grotte Passagère à Méaudre, abri Campalou et grotte de Thaïs à Saint-Nazaire-en-Royans, pas de la Charmate dans les gorges de la Bourne, grotte de la Balme Rousse à Choranche. Nos ancêtres chasseurs-cueilleurs successifs viennent chasser le gibier de montagne (oiseaux, marmotte, bouquetin, chamois, cerf, chevreuil, renne, mustélidés,,, etc.) et pêcher dans les torrents. La fourrure était prélevée et la présence de foyers atteste que la viande pouvait être fumée sur place.
Au Néolithique, des rognons de silex sont exploités autour de Vassieux-en-Vercors dans de très vastes ateliers de taille,. La fréquentation du massif s'intensifie, l'estivage apparaît en même temps que l'élevage ; la sédentarisation permet le développement d'une agriculture. Une amorce de commerce se met en place.
L'âge du bronze imprègne doucement le massif au cours du IIe millénaire av. J.-C.. Il est suivi de l'âge du fer, vers 700 av. J.-C., avec l'arrivée de la civilisation de Hallstatt.

### Peuplement progressif

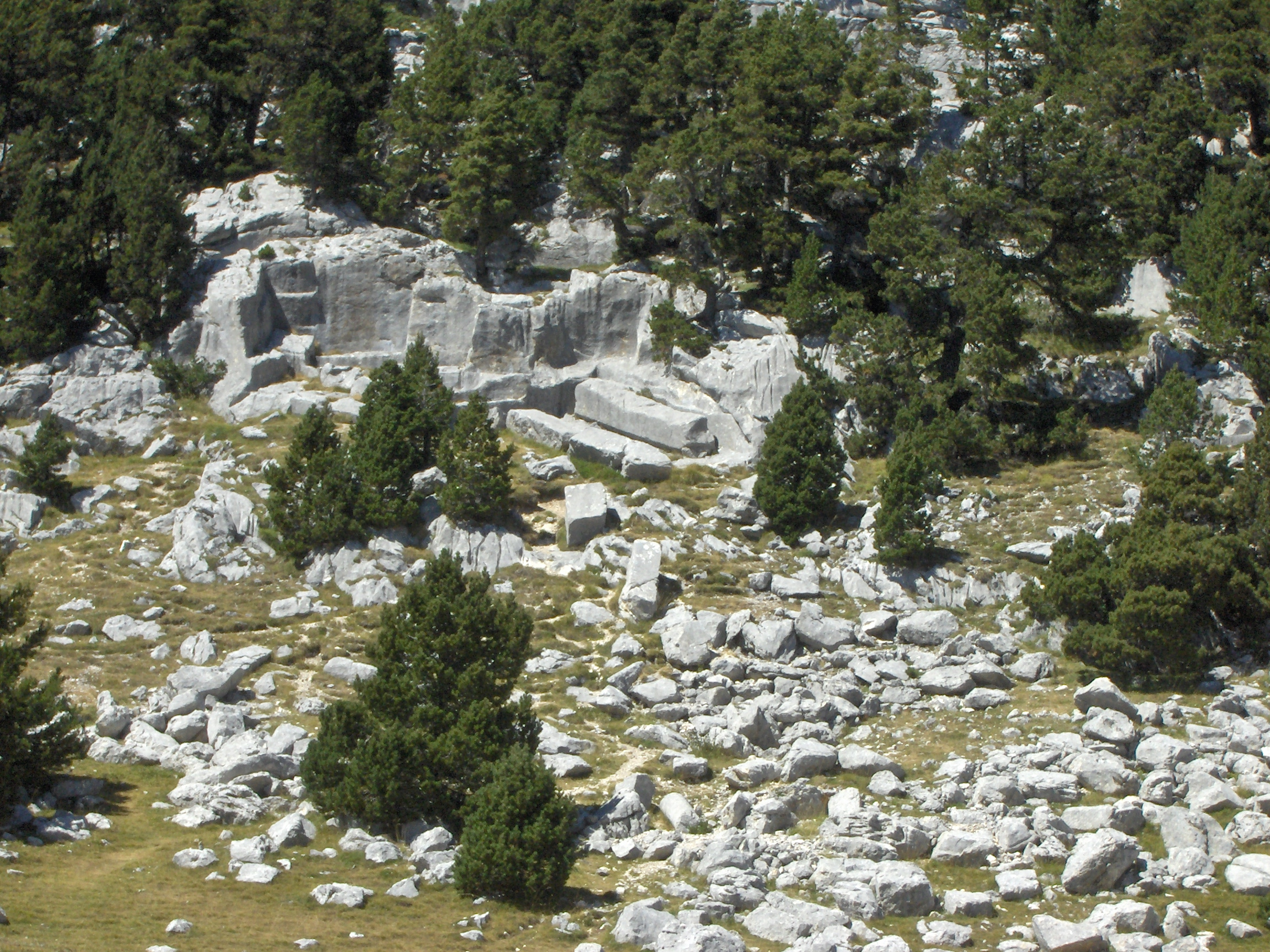
Carrière romaine de la plaine de la Queyrie (1800 m).

L'occupation est limitée, au cours de l'Antiquité, aux zones de piémont. Des villae rusticae sont implantées sur tout le pourtour du massif dans la Gaule narbonnaise. Le plateau est exploité de façon saisonnière, la trace la plus notable étant des carrières au sud des Hauts-Plateaux, où sont encore visibles des fûts, des tambours et des chapiteaux grossièrement taillés. Les Romains se sont probablement servis de pierres du massif pour la construction de Die (Dea Augusta), nouvelle capitale septentrionale du peuple voconce à partir de la fin du Ier siècle,,. Ces derniers occupent essentiellement le sud et l'ouest du massif, tandis que les Allobroges demeurent dans le Royans au nord, les Quatre Montagnes et l'ouest du massif. Le statut des Tricorii, notamment dans le Trièves, et des Vertamocorii, au centre du massif, reste incertain.
Au cours du Moyen Âge, le massif est peu à peu colonisé, en commençant par la « vallée du Vercors », comprenant La Chapelle, Saint-Julien, Saint-Martin et Saint-Agnan (le suffixe « en Vercors » étant une adjonction récente), ainsi que Rencurel, où de modestes châteaux en pierre remplacent de précédentes fortifications en bois et en terre, vestiges de la féodalité et des petites seigneuries locales, visant à contrôler la route commerciale entre le Diois et la région grenobloise,. Peu à peu, les barons de Sassenage étendent leurs prérogatives sur le pays des Quatre Montagnes, les Coulmes et une partie du Royans, tandis que les évêques de Die, dès le IVe siècle, contrôlent majoritairement le sud du massif. Cette frontière politique va se perpétuer au cours des siècles, et se retrouvera finalement dans le partage entre la Drôme et l'Isère à la fin du XVIIIe siècle,. Au XIIe siècle, des communautés de moines s'installent dans les « déserts » du Vercors : Chartreux aux Écouges et au Val-Sainte-Marie de Bouvante, Cisterciens à Sainte-Marie de Léoncel puis à Valcroissant, privilégiant, eux, davantage la vie collective. Ils contribuent en tout cas au façonnement du paysage (défrichages, culture, élevage),. La pratique de l'essartage fait son apparition et favorise dans le même temps le pastoralisme. En 1508, la peste fait de nombreuses victimes. Le protestantisme se répand dans le Diois, le Trièves et le Royans, mais la seconde moitié de ce siècle voit les ravages des guerres de religion, auxquelles seul l'édit de Nantes vient mettre un terme provisoire. C'est paradoxalement la Révolution française, née à Grenoble, qui ramène définitivement la paix ; elle met aussi fin à l'influence de l'Église et des seigneurs locaux.

### Essor économique
Peut-être plus encore que la plaine, le massif a connu des bouleversements économiques radicaux. D'une activité agricole et d'élevage marquée par la transhumance ovine qui a creusé, depuis des siècles, d'innombrables drailles et chemins muletiers vertigineux, et laissé des jasses aussi bien que des abris en pierre sèche, le Vercors passe, entre les XVIIIe et XXe siècles, à une activité plus industrielle dominée par l'exploitation de la forêt. La poix est produite dès 1757 à partir des Pins à crochets du Glandasse. Au milieu du XIXe siècle, ces mêmes arbres servent à alimenter, à Die, des bains thermo-résineux ayant des vertus contre les rhumatismes. Les besoins en bois pour la marine sont importants sous l'Ancien Régime. Les scieries à eau installées sur la Bourne, le Furon ou encore la Vernaison, tournent à plein régime. Elles sont ensuite remplacées par des scies manuelles permettant d'entrer plus profondément dans la forêt mais qui font plus de dégâts parmi les jeunes arbres. Le bois ainsi prélevé alimente les verreries, les manufactures de canons, les forges et les hauts fourneaux. La transformation en charbon de bois se perpétue du XIXe siècle à 1970, essentiellement à partir du hêtre,. L'usage personnel pour l'affouage, le marronnage et le panage est si intense qu'il devient un facteur majeur de la déforestation, que la rédaction du code forestier et l'instauration d'une maîtrise des Eaux et Forêts à Die peinent à endiguer. Des échauffourées ont lieu entre les gardes forestiers et certains habitants, menant les 6 et 7 avril 1848, à des échanges de coups de feu. La houille blanche se développe également à petite échelle sur les torrents. Des centaines de moulins sont installés ; la seule Vernaison compte une vingtaine d'installations hydrauliques au XVIIIe siècle.

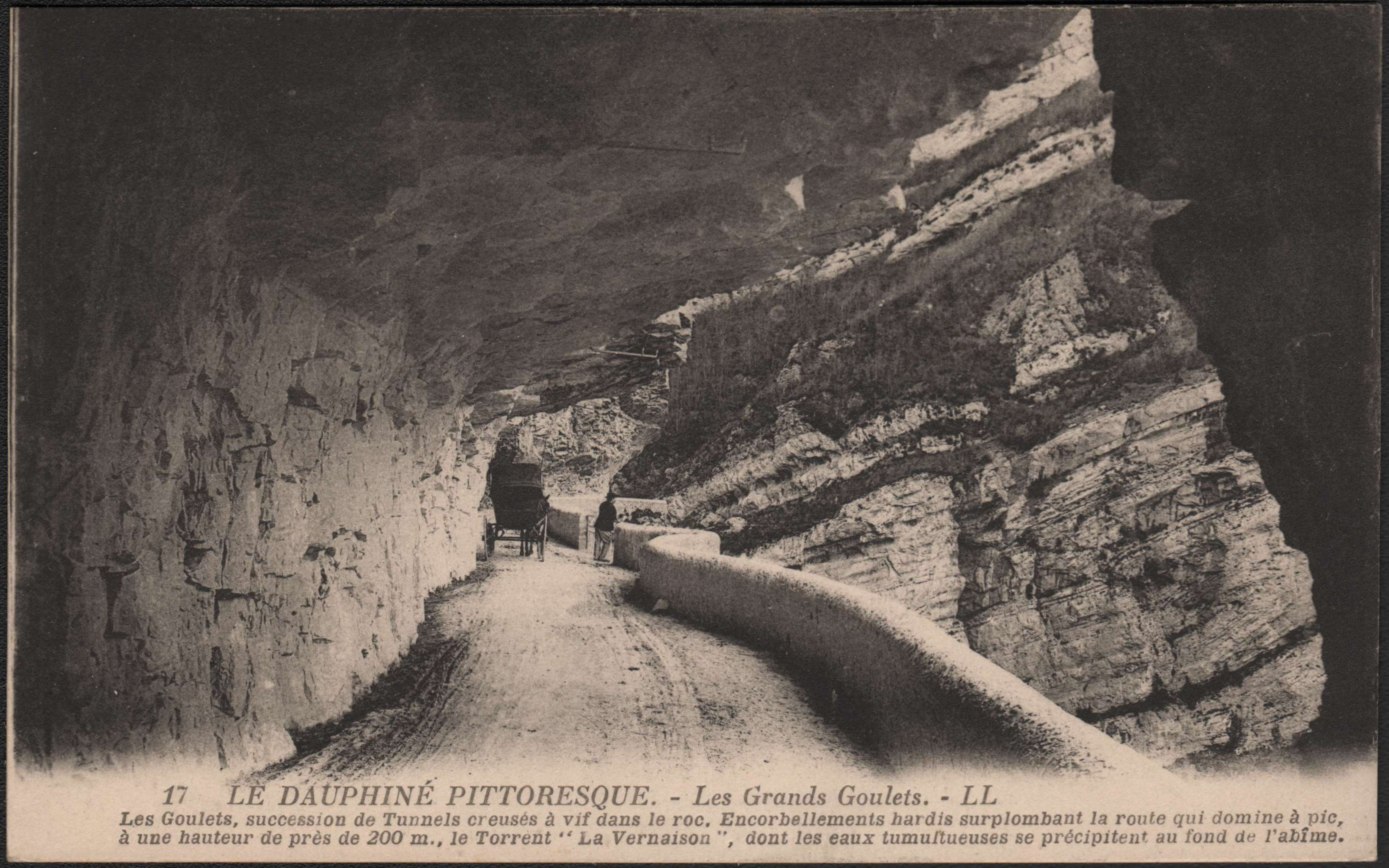
Carte postale ancienne représentant la route des Grands Goulets.

Dans la seconde moitié du XIXe siècle, de grands travaux permettent l'ouverture de routes à travers les gorges. Le massif devient plus accessible et les communications sont facilitées. La première grande voie d'accès vers le Vercors est celle reliant Sassenage à Villard-de-Lans, terminée en 1827. Dès 1818, le préfet de l'Isère, apprenant que le chemin de Villard à Grenoble venait de subir des dégradations particulièrement graves, envoie sur les lieux un ingénieur chargé d'en préparer la réfection. Les communes du canton (Villard-de-Lans, Lans-en-Vercors, Autrans, Méaudre) lui avaient adressé une supplique pour que le chemin muletier de Villard à Grenoble par Sassenage soit transformé en « une petite route praticable à de petites voitures seulement ». Elles souhaitaient cela principalement en vue de faciliter l'exportation du bois de construction à Grenoble, du bois de Marine pour l'État, et de mieux exploiter les pâturages. Pour faire face aux dépenses, toutes les communes intéressées participent, en acceptant de s'imposer. Cinq ans plus tard, le maire de Villard de Lans peut écrire : « la route tendant du Villard jusqu'à l'entrée des gorges de Lans, ainsi que celles d'embranchement tendant à Méaudre et Autrans seront incessamment ouvertes ». Le tracé est alors assez simple, et doit subir jusqu'en 1845 diverses modifications ; d'autres suivent encore en 1882 et 1886.

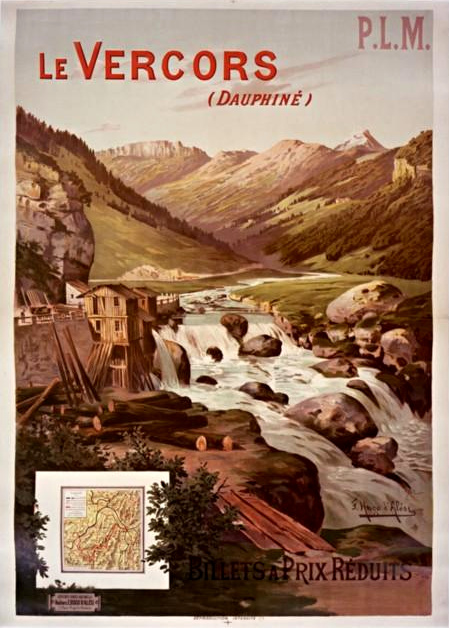
Affiche de la Compagnie des chemins de fer de Paris à Lyon et à la Méditerranée (PLM) : « Le Vercors (Dauphiné) », par Hugo d'Alesi, 1900.

Le réseau routier du Vercors continue ensuite à se développer avec une forte cadence, pendant tout le XIXe siècle : la route des Goulets, démarrée en septembre 1843, est achevée en 1854 après 11 ans de travaux acharnés menés au pic, à la barre à mine et à l'explosif. La route du col des Limouches est ouverte en 1855. Faute de moyens financiers, la construction de la route de la Bourne ne débute, elle, qu'en 1861. Après de nombreuses difficultés, Villard est enfin relié à Pont-en-Royans par les gorges de la Bourne en 1872. Le premier tunnel du col de Rousset permet l'ouverture de la route par le Diois en 1873. Elle est complétée par la route du col de Bacchus, un peu plus à l'ouest, l'année suivante. Une autre route Lans—Seyssinet par Saint-Nizier est mise en chantier de 1869 à 1875. Après la jonction routière entre Méaudre et les Jarrands, à l'entrée des gorges de la Bourne (1877-1883), le bois de toutes les communes du canton va de préférence transiter vers Pont-en Royans. La route des Écouges est achevée en même temps. En 1885, la route du col de Menée et son petit tunnel permettent de relier le Diois au Trièves, par l'extrémité sud-est du Vercors. Les routes des gorges du Nan, en 1894 et du col de Tourniol, en 1896, complètent les entrées ouest du massif. Enfin, l'importante route de combe Laval est achevée en 1898. Les guides Joanne ou Ardouin-Dumazet commencent à faire figurer le massif parmi les sites à visiter dans le Dauphiné. Le tourisme s'en trouve favorisé au cours du XXe siècle, : durant l'année 1928, 21 000 personnes empruntent déjà la route des Grands Goulets et les premiers hôtels sont ouverts. Vers 1858, il est possible de gagner le val de Lans dans une voiture à deux places, partant de Grenoble deux fois par semaine, pour la somme de deux francs, puis, à partir de 1865, une patache assure un service journalier entre la capitale du Dauphiné et le chef-lieu du canton,. En 1878, le chemin de fer fait son apparition, après quatre années de travaux, sur le versant oriental du Vercors, sur la rive gauche du Drac, reliant ainsi Veynes à Grenoble par une série de viaducs et tunnels rendus nécessaires par le franchissement du col de la Croix-Haute.
Une des curiosités du Vercors est son ancienne ligne de tramway. À son apogée, la ligne GVL (Grenoble - Villard-de-Lans) atteint 39 kilomètres. Le 3 novembre 1909, débutent les travaux du tramway de Grenoble. En 1911, a lieu l'inauguration du premier tronçon de 7,8 kilomètres, composé de 18 arrêts, reliant le centre-ville (place Grenette) à Seyssins. En 1914, la Première Guerre mondiale met un frein aux travaux, alors que le terminus se situe à Saint-Nizier-du-Moucherotte. En 1920, le chantier se termine et permet de relier Villard-de-Lans via Lans-en-Vercors depuis la plaine. Jusqu'à 300 000 usagers empruntent les 39 kilomètres chaque année pour se rendre sur le plateau. Mais, avant la Seconde Guerre mondiale, la ligne est déjà en déficit, et celui-ci s'accroît après la Libération. En 1950, les journaux titrent « la route a vaincu le rail », alors que les rails sont démantelés et que des bus remplacent les wagons. L'exploitation de la ligne complète aura duré une trentaine d'années. Cependant, les ponts et les tunnels existent toujours au début du XXIe siècle, et il est possible de suivre l'ancien tracé à pied,.

### Seconde Guerre mondiale

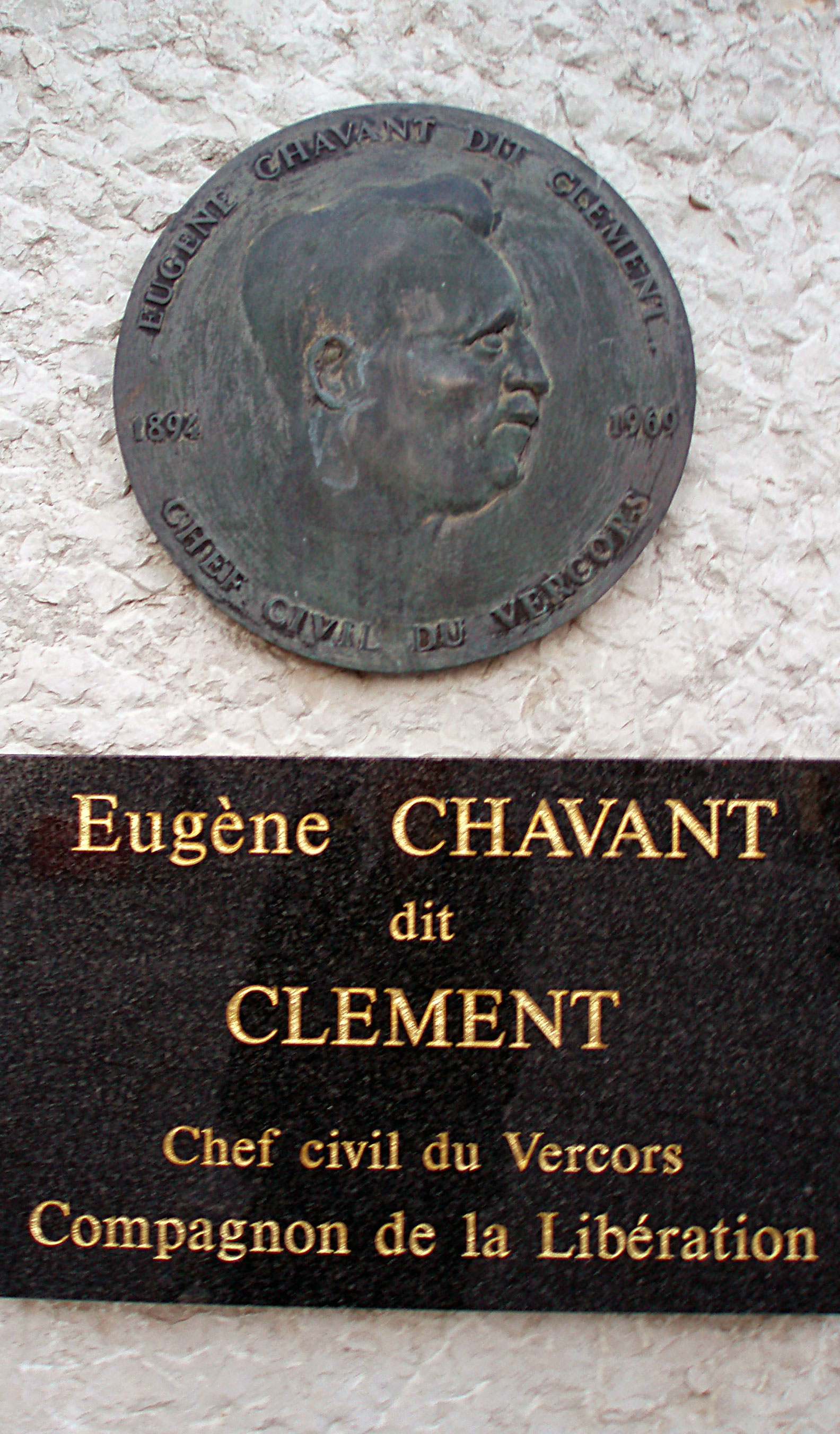
Plaques du mémorial en l'honneur d'Eugène Chavant à Grenoble.

Le massif du Vercors est célèbre pour les Résistants qui se sont réfugiés dans les maquis lors de la Seconde Guerre mondiale car, ainsi que le note déjà, début 1941, l'alpiniste Pierre Dalloz auprès du journaliste et écrivain Jean Prévost, certains plateaux y sont difficiles d'accès pour les non-initiés, mais permettent de vivre en relative autarcie. Le massif abrite d'abord des réfugiés originaires notamment de Pologne, comme à Villard-de-Lans à partir d'octobre 1940, et des anciens du mouvement Franc-Tireur. Le premier maquis est constitué au tournant des années 1942-1943 à la ferme d'Ambel, à Omblèze, après l'invasion de la zone libre. Dalloz et Prévost en fondent un autre au-dessus de Sassenage. Leur nombre croît rapidement ; ils sont d'abord constitués essentiellement de jeunes Français voulant échapper au Service du travail obligatoire (STO), établi le 16 février 1943,. Durant l'année qui suit, la résistance se limite à quelques actions contre les forces italiennes occupant, dans un premier temps, la région. Toutefois, les chefs s'organisent et réfléchissent déjà à l'établissement d'un « plan Montagnards » visant à faire du Vercors un « porte-avions » destiné à constituer une plate-forme d'accueil d'éléments aéroportés, empêchant le repli des forces d'occupation en cas de débarquement au Sud. Ainsi, sur demande de Dalloz, le commandant Marcel Pourchier de l'École militaire de haute montagne de Chamonix rejoint le massif et entreprend de recenser les capacités logistiques et les sites stratégiques ; il doit toutefois quitter le Vercors en mai. Alain Le Ray devient donc le premier chef militaire du maquis du Vercors. Le plan est accepté par le Comité national français installé à Londres. Le journaliste Yves Farge, correspondant de Jean Moulin veillant à l'organisation militaire, et Eugène Chavant, chef civil issu du mouvement Franc-Tireur chargé de la maintenance, se joignent au projet. La Résistance bénéficie du soutien de la population et mène des actions de guérilla. Le premier parachutage d'armes et de matériel a lieu dans la plaine de Darbounouze, en novembre 1943.

Drapeau de la République libre du Vercors (juin-juillet 1944).

Les premières attaques allemandes contre le Vercors ont lieu durant l'hiver 1944. En avril, la Milice française dirigée par Raoul Dagostini mène des actions de répression à Vassieux. François Huet est à son tour nommé chef militaire. Toutefois, la situation bascule à l'été 1944. La veille du débarquement de Normandie, le code « le chamois des Alpes bondit » annonce la mobilisation de tous les combattants du massif, rejoints par des centaines de jeunes volontaires inexpérimentés. Huet tente d'organiser les 4 000 maquisards tout en évitant que se referme sur eux le piège de la forteresse. Malgré les dénégations et mises en garde du général Marie-Pierre Kœnig, les combattants croient à des parachutages massifs d'armes lourdes. Par défi, ils déploient à Saint-Nizier un immense étendard tricolore visible par les Allemands depuis Grenoble. En réponse, le général Karl Pflaum lance, du 13 au 15 juin, une offensive de 15 000 hommes appuyée par d'importantes troupes aéroportées. Elle est fatale à ce maquis qui, malgré les appels à l'aide de Huet auprès des autorités d'Alger, doit se replier dans le Sud-Vercors. Le porche d'entrée de la grotte de la Luire sert brièvement d'hôpital de campagne au maquis ; lorsqu'il est découvert, 34 des 35 blessés ainsi que les deux médecins sont exécutés, tandis que les sept infirmières sont déportées. Pourtant, la République libre du Vercors est officiellement proclamée le 3 juillet. Le 13, le Vercors est bombardé une première fois, puis soumis à des mitraillages quotidiens. Malgré des parachutages les 7 juin, 25 juin et 14 juillet, le maquis reste sous-équipé. Le 19 juillet, le maquis du col de Menée est bombardé. Ce ne sont que les prémices de l'attaque allemande, qui se déroule du 21 au 23. De nouveaux bombardements ont lieu et des troupes sont débarquées par 46 planeurs en provenance du sud ; les maisons sont incendiées et des civils abattus. Vassieux est définitivement réduite en cendres. Dalloz, se sentant abandonné, écrit à destination d'Alger : « Vous êtes des criminels et des lâches ». Le hameau de Valchevrière, aux ordres de Jean Prévost et dirigé par le lieutenant Chabal, est rasé après qu'ils ont tenté de freiner au maximum l'avancée des Allemands. L'ordre de dispersion est donné par Huet ; cette décision sauve la vie à de nombreux maquisards. Toutefois, les cols sont contrôlés par les troupes alpines allemandes, et la majorité des maquisards doit se cacher dans le massif, comme en forêt de Lente. Finalement, 639 combattants et 201 civils sont tués. Le 26 juillet, Alger reçoit le télégramme suivant :

« Tous ont fait courageusement leur devoir dans une lutte désespérée et portent la tristesse d’avoir dû céder sous le nombre et d’avoir été abandonnés seuls au moment du combat. »

— François Huet

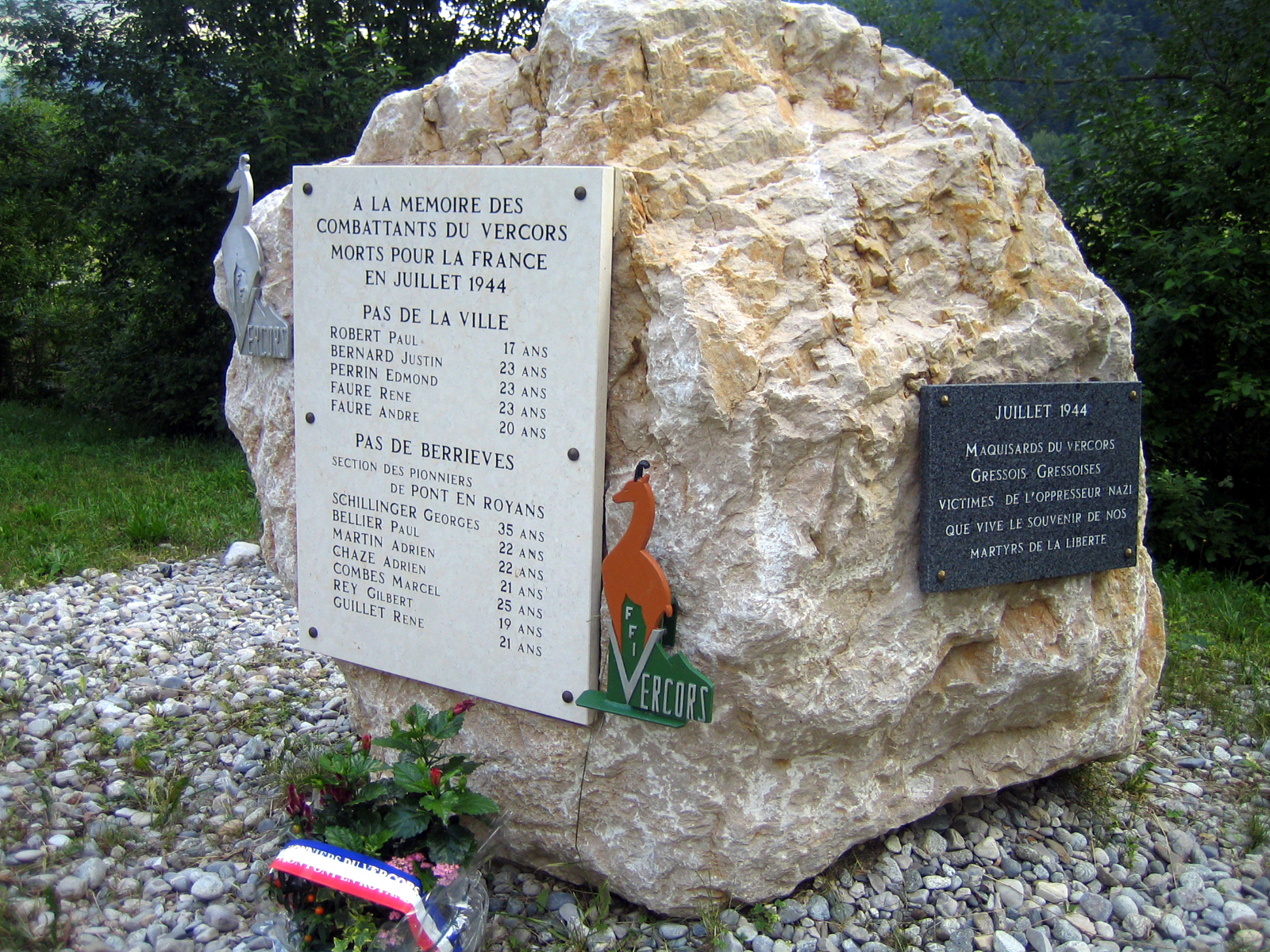
L'un des monuments de Gresse-en-Vercors mentionne les noms de douze jeunes combattants tués.

Le maquis du Vercors est anéanti, mais sa résistance permet de retenir plusieurs divisions allemandes au moment des opérations Overlord en Normandie et surtout Anvil Dragoon en Provence, si bien que les troupes alliées débarquées au Sud mettent seulement six jours au lieu des 90 prévus pour rejoindre Grenoble. À la fin de la guerre, Vassieux-en-Vercors est élevée au rang de Compagnon de la Libération, avec quatre autres communes méritantes de France. Un mémorial est bâti au centre de Vassieux, puis plus tard au col de la Chau, au-dessus du village, en l'honneur des maquisards. Il est inauguré par le Premier ministre français Édouard Balladur le 21 juillet 1994.

### Développements récents
En 1904, Autrans accueille déjà des compétitions de ski alpin. Le local Édouard Pouteil-Noble participe aux Jeux olympiques d'hiver de 1924 à Chamonix-Mont-Blanc et à ceux de 1928 à Saint-Moritz, en ski de fond. Dès 1931, des compétitions internationales se déroulent en ski alpin, qui voient notamment la victoire du champion haut-savoyard Émile Allais devant 8 000 personnes, aussi bien que les premiers championnats de France de bobsleigh et de luge à Villard-de-Lans. La première remontée mécanique est ouverte sur la commune et le club de hockey sur glace des Ours de Villard-de-Lans est fondé la même année. Dans la seconde moitié du XXe siècle, l'essor des stations de sports d'hiver bat rapidement son plein. Cet engouement culmine avec l'organisation des Jeux olympiques de Grenoble en 1968, durant lesquels trois sites du Vercors abritent des compétitions : Saint-Nizier-du-Moucherotte pour le saut à ski à 90 mètres, Autrans pour le ski de fond, le biathlon, le combiné nordique et le saut à 70 mètres, et Villard-de-Lans pour la luge,.
Le parc naturel régional est créé en 1970 et, bien que la zone des Hauts-Plateaux serve un temps de camp militaire et de terrain d'artillerie dans les années 1970, il change l'image du massif, si bien que, depuis quelques dizaines d'années, le tourisme se popularise. Dans les Quatre Montagnes, l'élevage bovin remplace la culture céréalière.
Le 23 décembre 1995, seize adeptes (dont trois enfants) de l'ordre du Temple solaire sont retrouvés brûlés dans le massif du Vercors, à Saint-Pierre-de-Chérennes, au lieu-dit le Puits de l'Enfer.

## Activités

### Tourisme et infrastructures
Les principaux sites historiques sont les grottes de Choranche, site touristique unique en Europe, connu depuis environ 1871, la grotte de la Luire, dont le site allie des thématiques géologiques et historiques, celle de la Draye Blanche à La Chapelle-en-Vercors, riche en découvertes paléontologiques, l'abbaye de Léoncel, fondée en 1137, et l'abbaye de Valcroissant, fondée en 1188, protégées parmi les monuments historiques de la Drôme respectivement en 1840 et en 1971, l'église Saint-Barthélemy de Lans-en-Vercors dont le clocher daterait du XVIe siècle et inscrite en 1929 parmi les monuments historiques de l'Isère, l'église d'Engins, la plus ancienne du massif qui remonte au XIe siècle, le monastère orthodoxe de Saint-Antoine-le-Grand à Saint-Laurent-en-Royans, les ruines de l'ensemble castral de Gigors-et-Lozeron, les fortifications de Beaufort-sur-Gervanne, le château et le musée du terroir du Royans à Rochechinard, ou encore les musées de la Préhistoire et de la Résistance ainsi que son mémorial à Vassieux-en-Vercors.
Autrans organise depuis 1984 le festival international du film de montagne, en collaboration avec la Fédération française des clubs alpins et de montagne, ainsi qu'un festival de la voix soliste depuis 2000. Durant l'été, les Quatre Montagnes et le Vercors drômois accueillent les représentations de Musiques en Vercors. Villard-de-Lans vit l'art de rire met en scène depuis 1990 l'humour et la création. La fête de la transhumance se déroule chaque année depuis 1991 à Die, autour du solstice d'été, tout comme la fête de l'alpage à Gresse-en-Vercors et la foire des bergers à Chaud Clapier, respectivement au milieu et à la fin du mois d'août. À Lans-en-Vercors se trouve le musée La Magie des Automates.

Carte routière du Vercors.

Les voies d'accès au cœur du massif sont peu nombreuses :
- Routes principales :
  - Route départementale D531 depuis Sassenage, versant nord-est, vallée de l'Isère, à travers les gorges d'Engins et du Furon ;
  - Route départementale D518 depuis Die, versant sud, vallée de la Drôme ;
  - Route départementale D68 depuis Chabeuil, versant ouest, vallée du Rhône ;
  - Route départementale D76 depuis Saint-Jean-en-Royans, versant nord-ouest, vallée de l'Isère, à travers la combe Laval (construction de 1893 à 1896, élargissement en 1938)[74] ;
  - Routes départementales D518 et D531 depuis Pont-en-Royans, versant nord-ouest, vallée de l'Isère, à travers respectivement les Grands Goulets (construction de 1843 à 1854, élargissement en 1872) et les gorges de la Bourne (de 1861 à 1871)[74].
- Routes secondaires :
  - Route départementale D106 depuis Seyssins, versant nord-est, vallée de l'Isère ;
  - Route départementale D70 depuis Mirabel-et-Blacons, versant sud, vallée de la Drôme ;
  - Route départementale D731 depuis Aouste-sur-Sye, versant sud, vallée de la Drôme ;
  - Route départementale D101 depuis Barbières, versant ouest, vallée de l'Isère ;
  - Route départementale D92 depuis Saint-Pierre-de-Chérennes, versant nord-ouest, vallée de l'Isère ;
  - Route départementale D22 depuis Cognin-les-Gorges, versant nord-ouest, vallée de l'Isère ;
  - Route départementale D35 depuis Saint-Gervais, versant nord-ouest, vallée de l'Isère.

En 1999, le Vercors a attiré entre 120 000 et 140 000 visiteurs.

### Activités sportives

#### Sports d'hiver

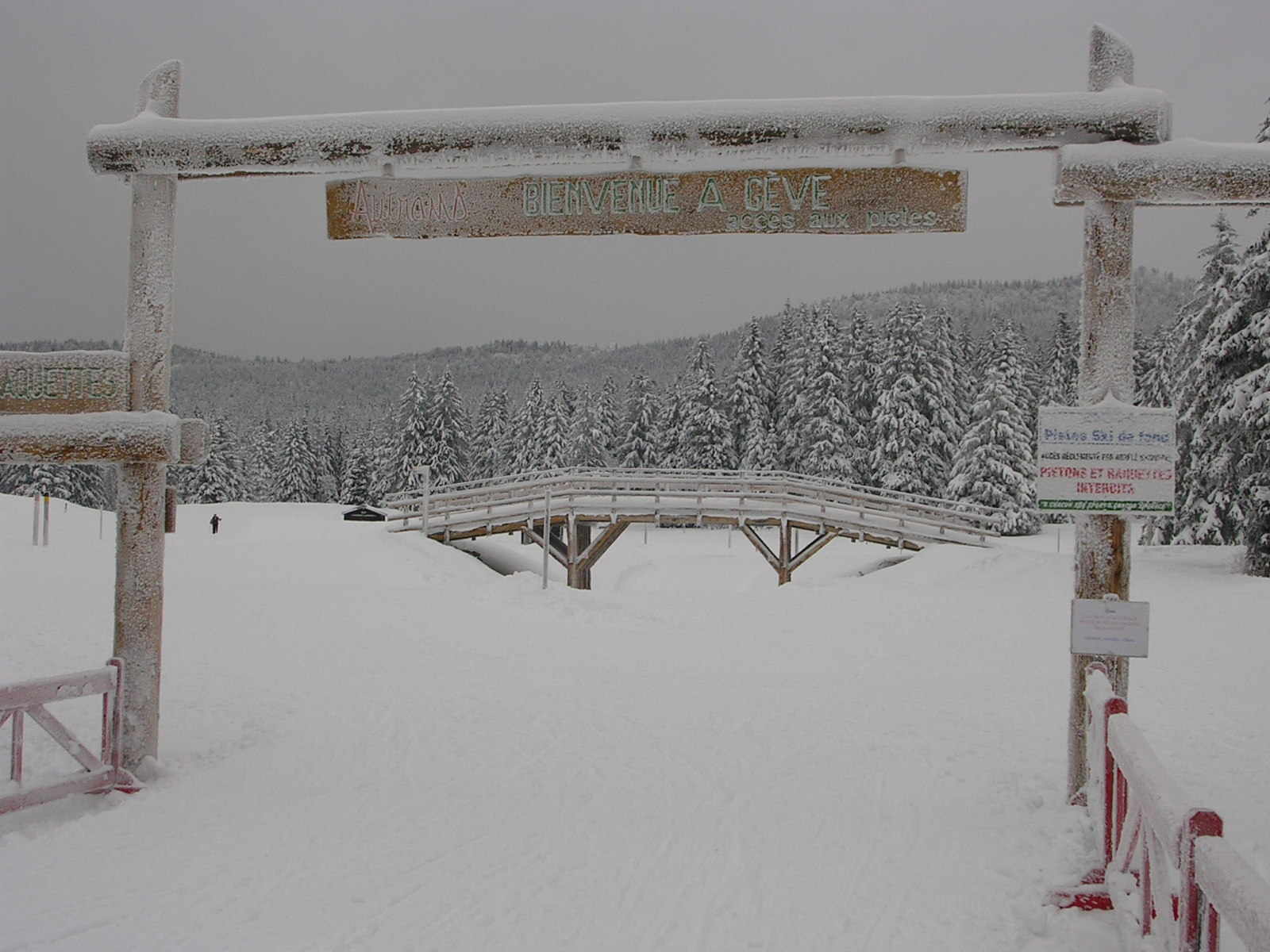
Vue du domaine nordique de Gève.

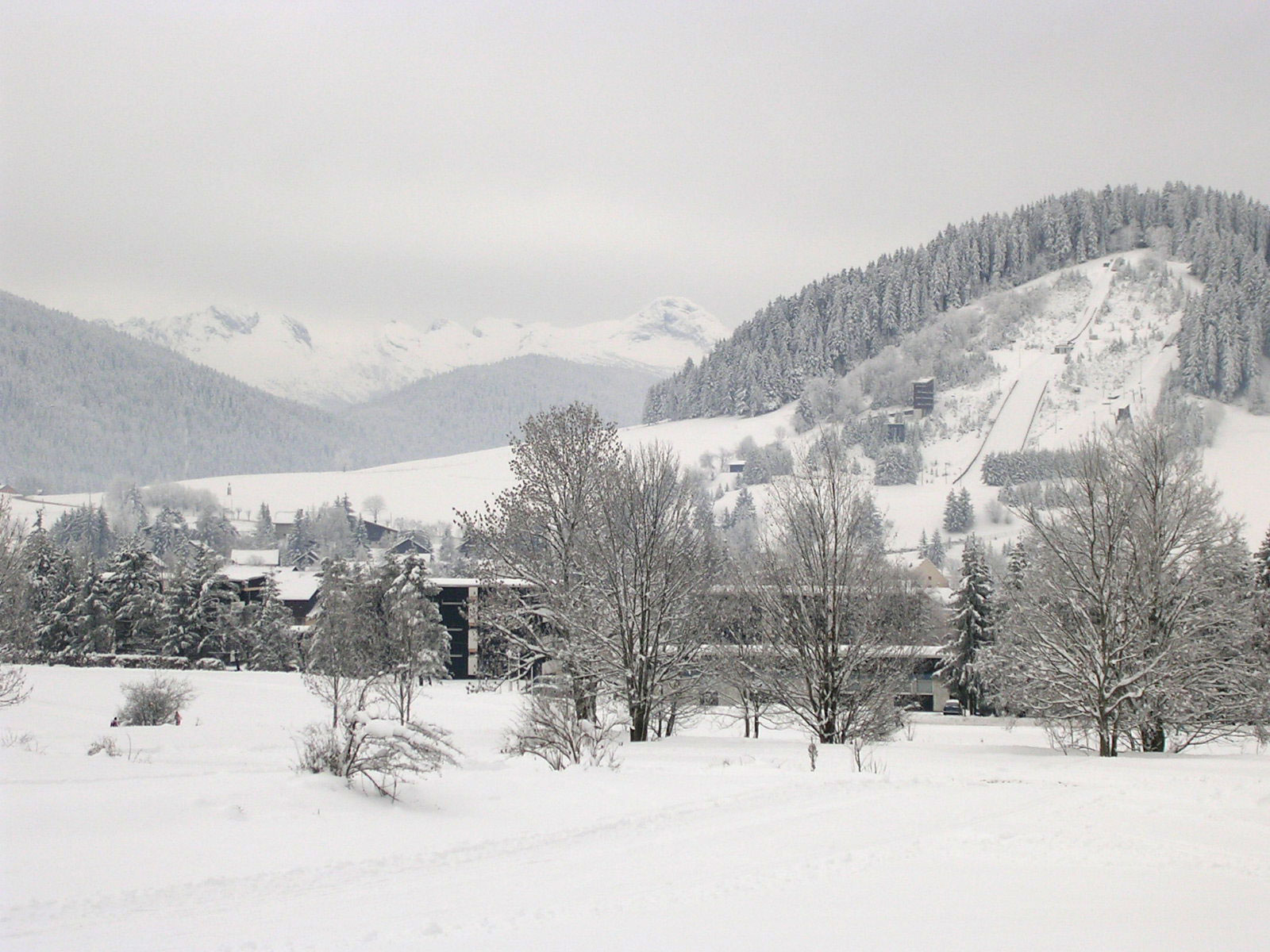
Vue d'Autrans et son tremplin.

Le Vercors est un des royaumes du ski de fond,, profitant de son profil globalement tabulaire : 250 kilomètres de pistes sur les domaines d'Autrans - Méaudre, 110 kilomètres sur le domaine des Hauts-Plateaux (Corrençon - Bois-Barbu - Herbouilly) et un total de 160 kilomètres sur l'espace nordique du Vercors sud réunissant les domaines de Font d'Urle Chaud Clapier, du col de Carri et de Lente. Chaque année depuis 1979, mi-janvier, le village d'Autrans accueille la Foulée blanche, course de ski de fond à laquelle participent plusieurs milliers de sportifs professionnels ou amateurs, dépassant les 17 000 inscrits en 1985. En mars, depuis 1968, la Grande traversée du Vercors (ou GTV) entre Vassieux et Villard-de-Lans est réservée à des skieurs aguerris. La raquette à neige est un moyen de circulation en vogue depuis les années 1990 et fait l'objet fin janvier d'une course, le raid Inook, entre Méaudre, Autrans et Engins. Les chiens de traîneaux sont apparus dans le massif en 1937 et se sont développés depuis les années 1950 avec l'organisation de courses à Vassieux (Alpirush) et à Autrans—Méaudre (l'Aventure polaire),. Le Vercors est également un des hauts lieux français pour la pratique du ski de randonnée nordique et du ski alpinisme qui emprunte les nombreux pas de la crête orientale du massif. Cette dernière discipline fait d'ailleurs l'objet, depuis 2004, d'une course autour du Grand Veymont, présentant plus de 1 600 mètres de dénivelé. Le snowkite est la dernière activité en date à s'être réellement développée dans le massif, notamment sur les grands alpages de Font d'Urle et du col des Limouches.
Isère :
- Autrans : ski alpin (la Sure, le Claret), tremplin, ski nordique (Gève et village)
- Méaudre : ski alpin, ski nordique (Narces)
- Lans-en-Vercors : ski alpin, ski nordique (val de Lans, Allières), stade de neige
- Villard-de-Lans : ski alpin (Côte 2000), ski de fond (Bois-Barbu)
- Corrençon-en-Vercors : ski alpin (Clos de la Balme), ski nordique

- Presles - Rencurel : ski nordique (Coulmes), ski alpin (au col de Romeyère)
- Gresse-en-Vercors : ski alpin, ski nordique

Drôme, :
- Saint-Martin-en-Vercors : ski nordique (Herbouilly)
- Léoncel : ski nordique (le Grand Échaillon)
- La Chapelle-en-Vercors : ski nordique (col de Carri)
- Bouvante (Font d'Urle Chaud Clapier) : ski alpin, ski nordique (Lente)
- Saint-Agnan-en-Vercors (col de Rousset) : ski alpin, ski nordique, chiens de traîneaux, biathlon
- Vassieux-en-Vercors : ski nordique, chiens de traîneaux

En tout, le Vercors propose 850 à 1 000 kilomètres de pistes de ski de fond, 90 à 130 pistes de ski alpin, environ 80 remontées mécaniques et 10 écoles de ski,.
Afin de pérenniser leur activité et faire face aux hivers sans neige, la plupart des stations de moyenne montagne du Vercors ont investi dans l'installation de canons à neige qui ne sont pas sans impact environnemental (besoins en eau).

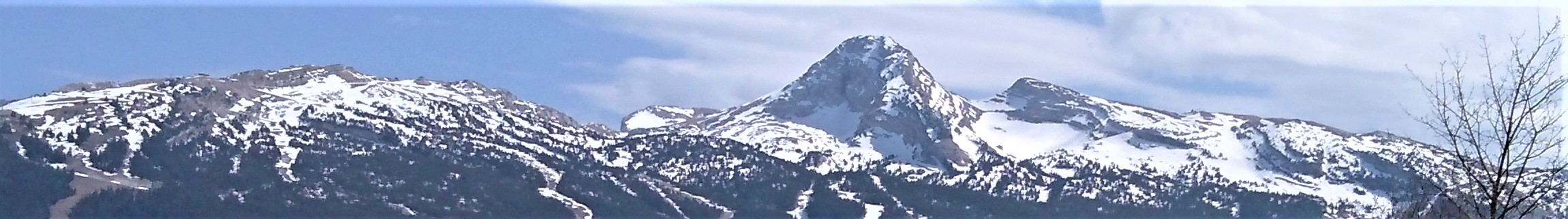
Vue panoramique sur la Grande Moucherolle.

#### Randonnée

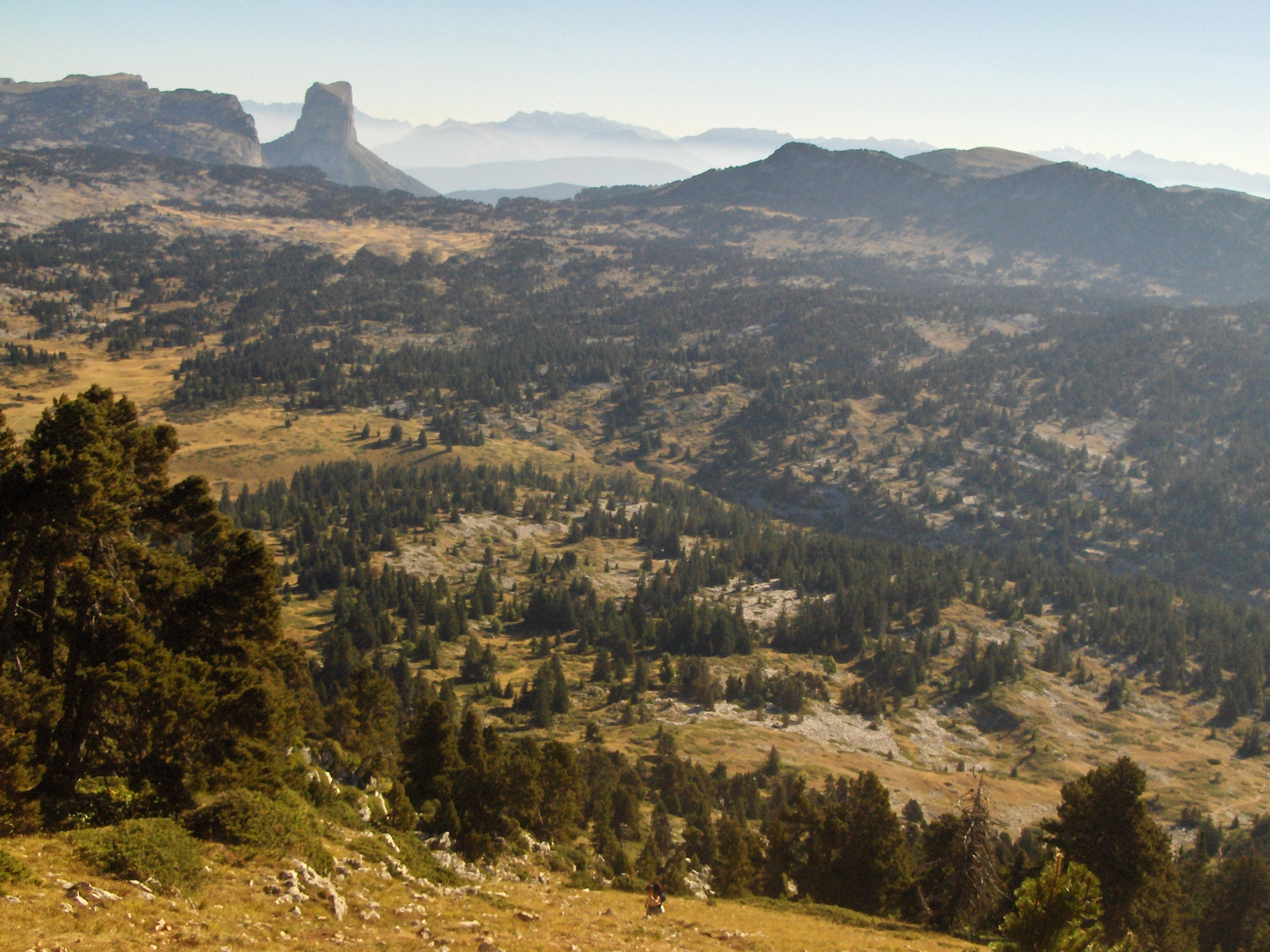
Traversée du Vercors au croisement GR91-GR93.

Le massif se prête à la pratique de la randonnée pédestre et des sports en pleine nature, avec 2 850 kilomètres de sentiers de marche balisés, 1 200 kilomètres d'itinéraires de vélo tout terrain et 800 kilomètres de sentiers équestres. Le Tour du Vercors propose aux marcheurs 350 kilomètres de sentiers et des connexions avec les sentiers de grande randonnée GR 9, GR 91, GR 93, GR 95, et les Tours de Pays (tour des Coulmes, tour des Quatre Montagnes, tour du mont Aiguille), tandis que la traversée du Vercors (soixante kilomètres sur trois à cinq jours) permet de découvrir les Hauts-Plateaux de part en part,, sur un parcours similaire à la course de ski de fond. Quatre sites balisés existent en VTT : Villard-de-Lans—Corrençon, Autrans—Méaudre, Royans—Vercors et vallée de la Drôme—Diois ; s'y ajoutent les grandes traversées du massif ; la Transvercors se déroule chaque année en septembre entre Vassieux-en-Vercors et Villard-de-Lans.

#### Escalade
La géologie du Vercors offre de nombreuses possibilités d'escalade. L'ascension du mont Aiguille en 1492 par le capitaine Antoine de Ville, sur commande de Charles VIII à la suite de son voyage à Embrun, marque d'ailleurs symboliquement une des dates de naissance de l'alpinisme, même si les techniques employées — à l'aide d'échelles et de cordes — sont devenues désuètes. Mais les sites d'Archiane, Presles ou les falaises surplombant la vallée du Drac permettent d'emprunter des voies de difficultés variables. Le développement de cette pratique a débuté dans les années 1960 avec l'ouverture de nouvelles voies réparties actuellement sur 150 sites reconnus. La difficulté des voies n'est pas à négliger, comme le prouve la mort de Lionel Terray et son compagnon de cordée Marc Martinetti en 1965 dans la face orientale des arêtes du Gerbier. Plus récemment, des sites ont été aménagés pour la pratique de la via ferrata.

#### Spéléologie et canyonisme

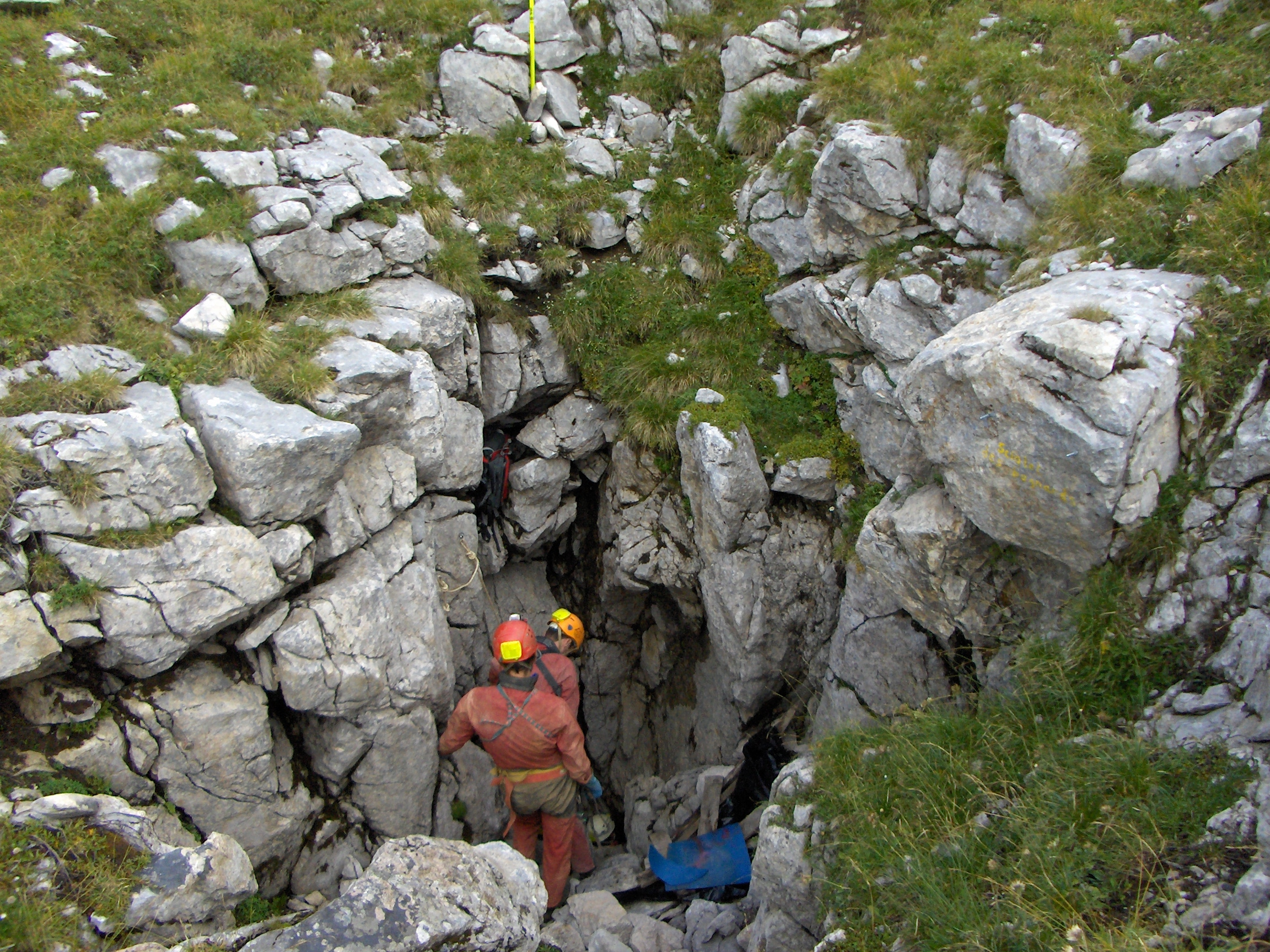
Un scialet au-dessus du réseau du Clot d'Aspres, le second -1000 du Vercors.

La géologie du massif permet aux spéléologues d'assouvir leur passion grâce à de nombreuses cavités naturelles (grottes, scialets, etc.), au nombre de 3 000 environ, parmi lesquelles les plus connues sont : le gouffre Berger, les cuves de Sassenage, le réseau du Trou qui souffle, la grotte Favot, la grotte de la Luire, la grotte de Choranche, la grotte de Gournier et la grotte de Bournillon,. Le gouffre Berger a joué un rôle important dans l'histoire de la spéléologie : découvert par Jo Berger, il a été de 1954 à 1966 le « gouffre le plus profond » du monde et le premier à dépasser 1 000 mètres dès 1956, avec exactement 1 141 mètres de profondeur attestés en 1968, quinze ans après sa découverte, puis 1 271 mètres en 1988. Son exsurgence, les cuves de Sassenage, est ouverte au public.
Hormis certaines des gorges précédemment citées et présentant des niveaux de difficulté variables, il est possible de pratiquer le canyonisme au Rio Sourd, au sud du parc, dans le Diois, mais la plus grande densité de parcours se trouve sur les contreforts nord et est. Parmi ces descentes, le canyon des Écouges fait partie des plus grandes descentes européennes et celle du canyon du Furon sur la commune de Sassenage est la plus parcourue. La cascade de Moulin Marquis à proximité de Choranche propose un cassé de plus de 350 mètres. Sur les flancs nord, de nombreuses descentes se trouvent entre Grenoble et Valence : canyon de l'Étroit des Colombiers, canyon des Lavures, canyon du Versoud, canyon des Écouges, canyon du Neyron, canyon du Ruzand et canyon de Carmes

### Protection environnementale
Le parc naturel régional du Vercors englobe depuis le 16 octobre 1970 l'ensemble du massif ainsi que les zones naturelles avoisinantes. En 2009, il couvre au total 206 208 hectares dont 139 000 hectares de forêts, soit 48 communes en Isère et 38 dans la Drôme, pour une population totale de 46 000 habitants. Le territoire concerné par le massif du Vercors représente 186 500 hectares et 11 communes de l'Isère réunissant 9 000 habitants sont couvertes par le parc sans faire partie du massif,.
Le parc s'est constitué à cette date en Syndicat mixte qui a pour objet la contribution aux actions de protection et de développement de son territoire et siège à Lans-en-Vercors. Il est administré par un Comité syndical composé de délégués élus en collèges qui élaborent le règlement intérieur du Syndicat mixte et votent le budget. Il exerce toutes les fonctions réglementaires en vigueur sur le fonctionnement des syndicats et définit les pouvoirs qu'il délègue au Bureau syndical. Celui-ci met en œuvre la politique générale du parc en matière de protection et de mise en valeur des sites et monuments, de réalisation d'équipements de qualité, de promotion de l'économie rurale et de développement des activités touristiques et culturelles. Il élit le président qui convoque aux réunions du Comité syndical et du Bureau syndical. Enfin le directeur assure l'administration générale du parc.
Les trois objectifs qui ont conduit à sa création sont la protection et la valorisation des richesses, le maintien de l'activité économique et le développement d'une harmonie entre les hommes et le milieu, auxquels s'ajoutent depuis 1996 l'accueil et l'information du public et enfin dernièrement l'expérimentation et la recherche. Parmi les principales réalisations du parc figurent la réintroduction du bouquetin des Alpes et du vautour fauve, le classement en site Natura 2000, le balisage des sentiers de randonnée ou encore le réaménagement des musées de la Préhistoire et de la Résistance de Vassieux.
La réserve naturelle des Hauts-Plateaux du Vercors, également à cheval entre les deux départements, représente une surface de 16 600 hectares dont 6 000 hectares de forêts (plus vaste réserve naturelle terrestre de France) et protège les plateaux situés de 1 050 mètres d'altitude au sommet du Grand Veymont, dans la partie méridionale du massif, ainsi que le mont Aiguille, de Villard-de-Lans et Corrençon-en-Vercors à Châtillon-en-Diois. Elle a été créée le 27 février 1985 et la réglementation y interdit toute atteinte à la flore, à la faune et aux richesses minérales, tous travaux, toute circulation motorisée, toute publicité, toute activité industrielle ou commerciale, toute introduction de chiens (sauf chiens de berger autorisés), tout feu et campement. Des sentiers de grande randonnée sont aménagés, jalonnés par de simples abris, et permettent à 70 000 visiteurs par an de découvrir les Hauts-Plateaux,.

### Agriculture
L'activité agricole dans le Vercors occupe une surface de 40 000 hectares, jusqu'à 1 300 mètres d'altitude, dont 85 % de prairies, pour un total de 500 exploitations. La production se répartit pour 36 % du chiffre d'affaires du secteur dans la production laitière et pour 23 % dans la production de viande (une exploitation sur deux possède des bovins, dont 3 000 têtes dans les Quatre Montagnes et le Vercors drômois) ; les noix et le vin représentent 14 % du chiffre d'affaires pour une surface agricole de seulement 3 %. De plus, on estime qu'entre juin et octobre 16 000 ovins et 300 bovins sont en transhumance, bien que les camions aient généralement remplacé la marche à pied. Les races ovines locales, menées pour la plupart depuis la haute Provence toute proche (moins d'une semaine à pied), jadis élevées pour leur laine, fournissent désormais presque exclusivement de la viande. Il existe cependant d'importantes disparités entre les régions : l'agriculture occupe cinq à six fois plus d'actifs dans le Vercors drômois et la Gervanne que dans les Quatre Montagnes. Pratiquement la moitié des exploitations a la certification d'un ou plusieurs produits AOC, un quart d'entre elles font de la vente directe et 10 % sont engagées dans l'agriculture biologique. Le parc naturel régional du Vercors consacre le poste principal de son budget au soutien à l'agriculture.

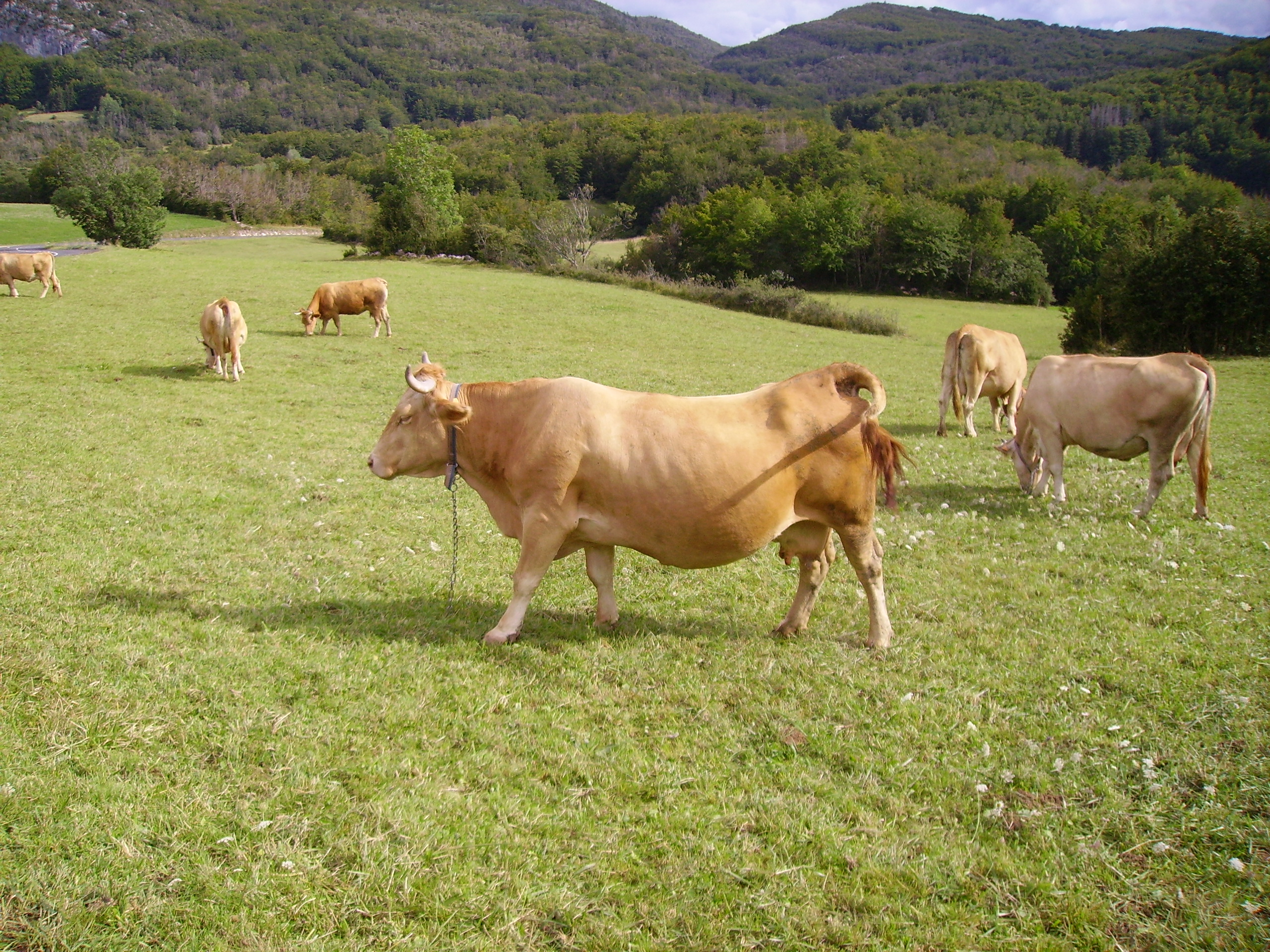
Vue d'un troupeau de villardes dans le massif du Vercors.

La villarde est une race bovine polyvalente, adaptée à la robustesse de la montagne, bonne productrice de lait et appréciée pour ses qualités bouchères. Très répandue sur le plateau au milieu du XIXe siècle, elle a failli disparaître après la Seconde Guerre mondiale à cause des prélèvements effectués par l'armée allemande, de la mécanisation et de l'introduction de races spécialisées. À partir de la fin des années 1970, elle a fait l'objet d'un plan de sauvegarde. Grâce à son lait gras, elle est désormais associée à la production du bleu du Vercors-Sassenage. Les effectifs se maintiennent et le nombre de reproductrices dépasse 200 pour une cinquantaine de mâles.
L'agneau est élevé pour sa viande, principalement dans le Diois, mais également dans le Vercors drômois et le Royans. Elle est traditionnellement consommée dans le Vercors méridional où elle supplantait autrefois la viande bovine. L'agnelage a lieu vers l'automne et l'abattage à partir des fêtes de fin d'année jusqu'au printemps. L'agneau des Préalpes bénéficie d'une appellation d'origine contrôlée.

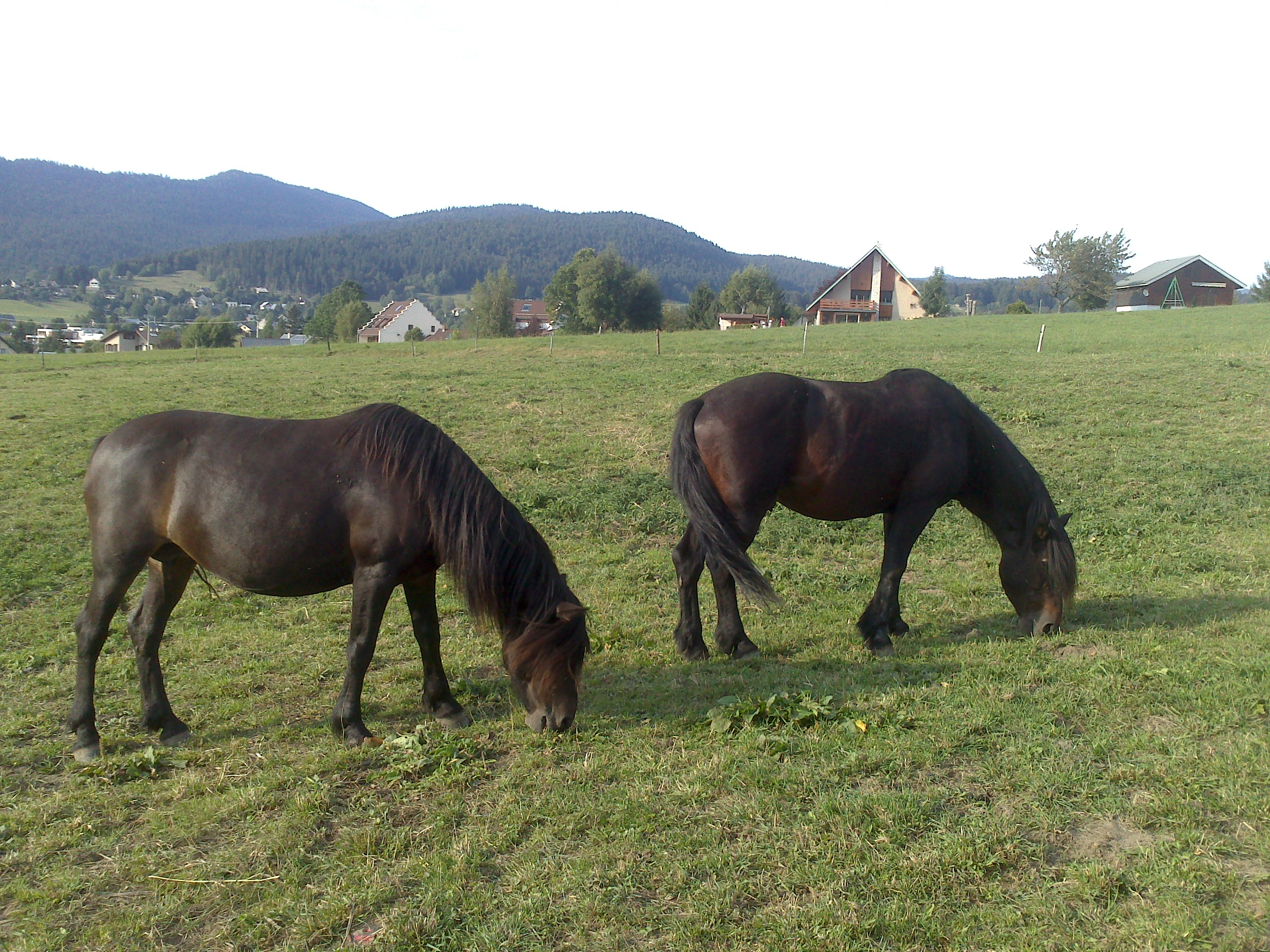
Vue de chevaux du Vercors à Autrans.

Le cheval du Vercors serait connu depuis l'Antiquité. Cette race mesure entre 1,40 et 1,55 mètre et pèse entre 400 et 500 kg. Rustique, solide et docile, c'est un cheval très bien adapté au terrain montagnard, ainsi qu'aux différents climats. En 1760, un moine de l'abbaye de Léoncel, Dom Perrier, qui rêve de monter un haras, écrit : « Expériences faites, les chevaux nés dans le pays sont vifs, robustes, adroits, déliés, jambes sèches et nettes, pieds surs, la selle dure, comme leur constitution qui tient de l'air toujours froid ou frais et d'un pâturage au foin sec et moelleux ». Déjà au XVIIe siècle, des actes de vente attestent du commerce de ces bêtes. Réputés travailleurs et adroits, capables de franchir les pas les plus difficiles, ces chevaux voient leur nombre se multiplier entre la fin du XIXe siècle et le début du XXe siècle, avec le développement des cultures. Pourtant, à la même époque, des éleveurs sont tentés d'acquérir de grands chevaux et de grosses vaches, comme dans la vallée ; une série d'hivers rigoureux les entraînent à quitter les montagnes. La famille Barraquand, originaire d'Ambel, comprend en 1894 la nécessité d'avoir des bêtes adaptées, et finit par recréer un large cheptel. Afin de trouver les meilleurs pâturages en toute saison, ils pratiquent la transhumance dans la grande tradition locale. Lors de la Seconde Guerre mondiale, le domaine, foyer de la Résistance, est détruit et les chevaux exterminés ou réquisitionnés par les Allemands. Au prix d'une laborieuse reconstruction, les descendants de la famille reconstituent l'élevage. La mécanisation met fin en 1954 à la transhumance. La famille, peu à peu déficitaire, dissout l'élevage en 1963. La plupart des bêtes autour de Léoncel descendent du cheval du Vercors, et des tentatives de reconnaissance de la race sont menées depuis la fin du XXe siècle.
La poule grise du Vercors est apparue au début du XXe siècle, en provenance d'Italie. C'est une poule rustique, bonne pondeuse, appréciée pour la qualité de sa chair,. Disparue à la fin du XXe siècle, elle a été recréée par croisements génétiques et réimplantée dans le Royans par des bénévoles,.
La sylviculture semble être une filière d'avenir, grâce notamment à la diversification des sources d'énergie. Elle cohabite relativement bien avec les contraintes de protection environnementale. Elle engendre déjà 200 emplois directs. En outre, avec 140 000 m3 de bois exploités dans le parc, la production potentielle est estimée au moins au double, pour peu que des infrastructures soient développées.
L'apiculture connaît un développement significatif dans le massif du Vercors, notamment ces dernières années. Une dizaine d'apiculteurs y exploitent des ruchers installés en vallée et moyenne montagne, produisant des miels typiques de tilleul, châtaignier, lavande ou encore épicéa.

### Gastronomie
Plusieurs spécialités sont typiques du massif du Vercors. Le bleu du Vercors-Sassenage est un fromage au lait cru à pâte persillée, dont l'origine remonterait au Moyen Âge et dont l'existence est attestée dès le XVIIe siècle ; il bénéficie d'une appellation d'origine contrôlée (AOC) depuis 1998, après avoir pourtant disparu au cours du XXe siècle,. Le petit léoncel est également un fromage au lait de vache produit dans le village du même nom. Le picodon, sans être typique du massif, est toutefois produit jusque dans le Diois, la Gervanne et le Royans, à partir de lait de chèvre ; il est reconnu AOC depuis 1983. Le saint-marcellin, fromage au lait de vache à pâte molle originaire de la ville du même nom, a une aire de production reconnue par une indication géographique protégée (IGP) qui s'étend aux Quatre Montagnes, au Vercors drômois et au Royans. L'autranaise, le ripioupiou, le carré du Vercors ou du Trièves et le vercorais complètent les productions fromagères,. Les ravioles (IGP) sont une spécialité de Romans et du Royans connue depuis le Moyen Âge, probablement issue des bûcherons piémontais immigrés,. Le Royans est également un des berceaux de la noix de Grenoble, AOC depuis 1938 ; les fruits sont consommés séchés, sous forme d'huile de noix, ou de vin de noix lorsqu'ils sont ramassés verts. Le Vercors est un terrain propice à la récolte des champignons : morilles, girolles, chanterelles (ou localement craterelles), trompettes de la mort, petit gris, coprins chevelus et, dans sa partie méridionale, la truffe. La bière du Vercors est élaborée à Villard-de-Lans.
Par ailleurs, dans les environs proches ou dans une zone plus diffuse, on peut apprécier le gratin dauphinois, spécialité régionale à base de pomme de terre en gratin, les cardons, dont on mange les côtes, également préparés en gratin, la pogne, viennoiserie de Romans, et le saint-genix, spécialité de Saint-Genix-sur-Guiers, et le saint-félicien, fromage au lait cru de vache. La clairette de Die, vin mousseux AOC depuis 1942, le crémant, vin brut AOC depuis 1993, le vin de Châtillon-en-Diois, AOC depuis 1975, et le Coteau de Die, vin blanc sec AOC depuis 1993, sont produits dans le Diois.

## Culture populaire

### Littérature
Le mont Inaccessible est évoqué à la fois par François Rabelais au XVIe siècle et Nicolas Edme Restif de La Bretonne au XVIIIe siècle. Le premier, dans son Quart Livre, relate, après un séjour à Grenoble en 1534, l'ascension faite quarante ans plus tôt par Antoine de Ville, de façon quelque peu imaginaire, tant par la forme de la montagne que par le nom de l'alpiniste ou ce qu'il trouva au sommet : « Ainsi dict pource qu'il est en forme d'un potiron, et de toute memoire persone surmonter ne l'a peu, fors Doyac, lequel avecques engins mirificques y monta et au-dessus trouva un vieux bélier. C'estoit à diviner qui là transporté l'avait. Aucuns le dirent, estant jeune aignelet, par quelque aigle ou duc chaüant là ravy, s'estre entre les buissons saulvé. » Le second, dans La Découverte australe par un homme volant (ou Le Dédale français…, 1781), fait de la montagne le décor paradisiaque de la première partie du roman, où un jeune Dauphinois, Victorin, enlève par les airs sa promise et s'installe avec elle au sommet. Entre-temps, en 1656, Denys de Salvaing de Boissieu, dans Septem miracula Delphinatus (Les sept merveilles du Dauphiné), relate que des déesses chassées du mont Olympe seraient venues se réfugier sur ce promontoire, qui faisait encore partie de la falaise orientale du Vercors. Elles furent surprises dans le plus simple appareil par le chasseur Ibicus. L'affaire provoqua le courroux de Jupiter qui changea le voyeur en bouquetin et sépara le mont sacré du reste du Vercors.
En 1838, le Grenoblois Stendhal écrit dans Mémoires d'un touriste à propos du massif : « Si l'on cédait à la tentation de parler du beau en ce pays, on ferait des volumes. » Les paysages du Trièves et du Diois ont inspiré Jean Giono dans Un roi sans divertissement, Le Bout de la route, Batailles dans la montagne et Les Âmes fortes. Un espace muséographique est consacré à Jean Giono et à son amie peintre Édith Berger, à Lalley. De même, Daniel Pennac situe plusieurs passages de La Saga Malaussène dans le massif, dont il se dit amoureux et au sujet duquel il participe à des ouvrages collectifs.
L'écrivain Jean Bruller dit Vercors choisit son pseudonyme en raison de la fascination qu'exerce sur lui cet « immense navire surgissant de la plaine » (La Bataille du silence, 1967), lors de son séjour en garnison à Romans-sur-Isère en 1939. D'autre part, Benigno Cacérès est l'auteur, en 1967, du roman prolétarien L'Espoir au cœur, sur la résistance intellectuelle dans le maquis du Vercors.

### Cinéma
Plusieurs films situent leur action, pour tout ou partie, dans le massif du Vercors.
La Bride sur le cou est réalisé en 1961.
Le Franc-tireur (1972, rediffusé dans quelques salles en 2002) montre le plateau du Vercors investi le 21 juillet 1944 par les troupes allemandes qui décident d'en éliminer les francs-tireurs qui y sont réfugiés. Michel Perrat vient rendre visite à sa grand-mère, mais le village est attaqué. En fuyant, il se joint à une poignée de maquisards et de civils qui tentent d'échapper à l'ennemi nazi. Le piège se resserre autour d'eux.
Une hirondelle a fait le printemps (2001) montre le choc des cultures. Sandrine, formatrice en informatique dans la région parisienne ne supporte pas sa vie et décide de se consacrer à l'agriculture. Après une formation, elle arrive dans le massif du Vercors pour s'occuper d'une ferme qu'elle veut acheter au vieil Adrien.
La trilogie de Lucas Belvaux – Cavale, Un couple épatant, Après la vie – (2002) a pour concept original de reproduire l'action des trois films dans les mêmes lieux, à la même période, avec les mêmes personnages. Certains des sujets principaux dans l'un deviennent secondaires dans l'autre et réciproquement. Ainsi en racontant une même histoire selon trois points de vue et ambiances différents, une intrigue policière peut être un événement ridicule ou comique voire un thriller.
Le Papillon (2002) suit Elsa, petite fille délaissée par sa mère, qui décide de suivre à son insu Julien, un septuagénaire passionné de papillons à la recherche d'une espèce toute particulière, l'Isabelle.
Belle et Sébastien (2013) est tourné sur les plateaux de Font d'Urle pour la scène d'ouverture du film de Nicolas Vanier, avec Tcheky Karyo et Félix Bossuet.
Mon garçon (2017) raconte l'histoire d'un père (Guillaume Canet) à la recherche effrénée de son fils âgé de sept ans disparu lors d’un bivouac en montagne avec sa classe. Le tournage s'est entièrement déroulé en Isère sur le plateau du Vercors à Autrans et à Corrençon-en-Vercors.
Et je choisis de vivre (2019), film-documentaire de Nans Thomassey, relate l'histoire d'une femme endeuillée par la perte de son enfant, qui, pour se reconstruire, entreprend alors un parcours initiatique dans la Drôme et plus particulièrement dans le Vercors.

### Musique
Alain Bashung, sur l'album Fantaisie militaire (1998), évoque le Vercors dans la chanson La nuit je mens : « On m'a vu dans le Vercors, sauter à l'élastique ».